# Demografia d'Italia

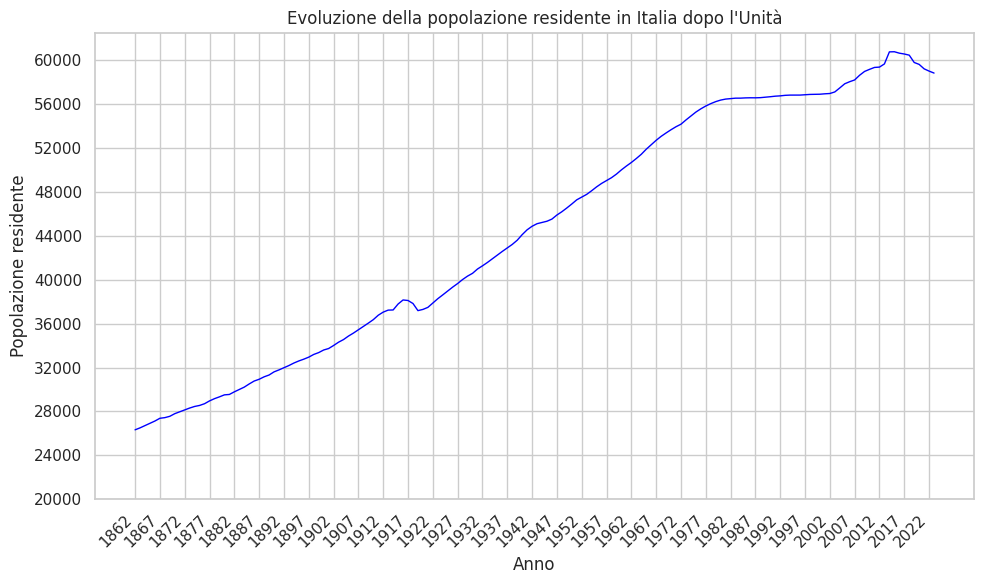
Evoluzione della popolazione residente in Italia (1862- 2023 - ISTAT)

Con una popolazione al 31 dicembre 2022 di 58.997.201 abitanti l'Italia è il terzo paese dell'Unione europea per popolazione (dopo Germania e Francia) e il 25° al mondo.

Sviluppo storico della popolazione in Italia (Our World in Data)

All'indomani dell'Unità, la popolazione residente ammontava a poco più di 28 milioni. La crescita fu abbastanza lenta negli ultimi decenni dell'Ottocento anche a causa della mortalità infantile e dell'elevato numero di persone che emigravano all'estero. Fino a 1950 l'Italia era il 10° stato più popoloso del mondo. Fino agli anni settanta del Novecento, l'aumento demografico fu più sostenuto, nonostante le perdite umane durante la I e II Guerra mondiale. Ciò nonostante, il tasso di fecondità continuò a scendere: il 1976 fu l'ultimo anno in cui superò la soglia di rimpiazzo (2,1 figli per donna). Tra il 1981 e il 2001, anche se il paese entrò nella fase di crescita zero, la popolazione residente restò pressoché invariata per via dell'immigrazione.
A partire dal 2015 l'immigrazione non è stata più sufficiente a compensare il sempre più marcato calo dovuto al saldo naturale negativo (differenza tra nascite e decessi). Di conseguenza, negli ultimi otto anni la popolazione residente in Italia è diminuita di circa 1,8 milioni di unità (da 60.795.612 a fine 2014 a 58.997.201 a fine 2022).

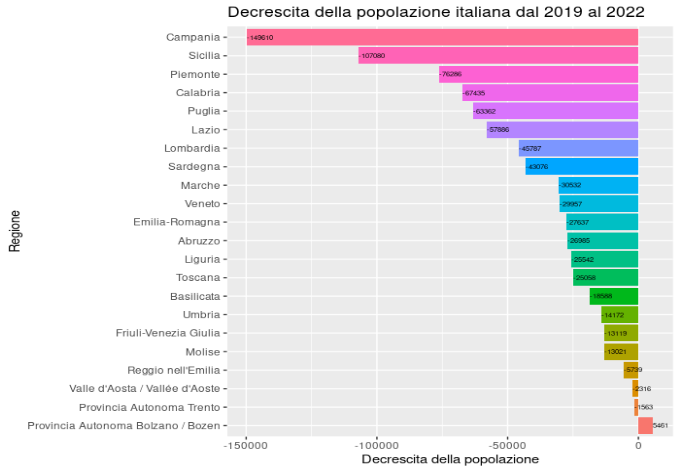
Fonte :[http://dati.istat.it/Index.aspx?DataSetCode=DCIS_POPRES1 Istat

## Andamento demografico
Sotto il profilo demografico, l'Italia si conferma uno dei paesi con il più basso tasso di natalità al mondo; nel 2023 il numero medio di nascite per donna è stimato a 1,25, in diminuzione rispetto all'1,46 del 2010, che rappresentava il valore più alto dal 1984. Infatti, dopo un periodo di lieve recupero, la fecondità ha ricominciato a scendere e si mantiene sempre molto lontano dal livello di sostituzione delle coppie, pari a circa 2,1 figli per donna. Nel 2022 il numero di nascite, in calo per il sedicesimo anno consecutivo, ha raggiunto un nuovo minimo storico dall'Unità d'Italia (393.333) e si prevede che tale andamento sarà confermato anche per il 2023 e il 2024.
A incidere pesantemente sulle nascite è il cosiddetto "effetto struttura", ovvero la riduzione progressiva del numero di donne in età fertile. Tale effetto da solo è responsabile per l'80% del calo complessivo di circa 27 mila nascite tra il 2019 e il 2022, mentre il restante 20% si deve alla minore fecondità registrata negli ultimi anni (da 1,27 figli in media per donna del 2019 a 1,25 del 2023).
Secondo le rilevazioni dell'ISTAT, al 1º gennaio 2023 i giovani fino a 14 anni di età sono circa 940 000 in meno rispetto al 2016 e rappresentano il 12,5% del totale. Le persone con oltre 65 anni d'età risultano in aumento di 130 000 unità e costituiscono ormai il 24% della popolazione. I cittadini stranieri, al 1º gennaio 2023, sono pari al'8,7% del totale.
0-1415-6465+0-1415-6465+
     giovani fino a 14 anni (12,2%)
     persone di oltre 65 anni (24,3%)
     altri (63,5%)
La popolazione è molto concentrata in alcune specifiche aree urbane: al 2015 solo 741 comuni italiani superano i 15 000 abitanti e ne contano complessivamente 36 000 000; i restanti 7 299 sono quindi considerati "piccoli comuni".

## Piramide delle età per l'Italia
La cosiddetta piramide delle età della popolazione italiana mostra una forte erosione alla base, tipica della maggior parte delle nazioni sviluppate, ma è più marcata e assume quella che viene chiamata forma a trottola. Questo fenomeno, che corrisponde all'invecchiamento della popolazione, è dovuto alla diminuzione del tasso di natalità e al contemporaneo aumento della capacità di sopravvivenza e quindi della speranza di vita (con la conseguenza apparentemente paradossale dell'aumento del tasso di mortalità, che in realtà cresce proprio perché la popolazione invecchia). La fascia di popolazione più numerosa è quella costituita dai nati durante il boom demografico degli anni Sessanta.

Piramide di popolazione dell'Italia dal 1982 al 2021. In neretto i nati durante le guerre mondiali

Piramide di popolazione dell'Italia nel 2023

Abitanti censiti (in migliaia)

## Natalità e mortalità
Numero di figli per donnaAnno12345618501873189619191942196519882011FigliFecondità totale in Italia
Elaborazione di dati ISTAT dal 1946 e OurWorldInData.
Nei primi anni del Novecento la popolazione italiana faceva segnare incrementi naturali di circa 300.000 persone l'anno, ma cresceva lentamente a causa dell'emigrazione verso l'estero. Dopo la perdita di 800.000 persone nel 1917 e nel 1918, tornò ad aumentare nel 1919 e ancor di più nel 1920 e negli anni successivi. Il regime fascista ostacolò decisamente l'emigrazione, e molti italiani si trasferirono nelle colonie, come Libia ed Africa Orientale. Durante il Ventennio venne promosso l'incremento demografico: le coppie con figli ricevevano incentivi. L'obiettivo di Mussolini era di avere nel 1960 70 milioni di italiani. Dal 1922 al 1945 la popolazione crebbe di 7,8 milioni di abitanti, passando da 38,19 a 44,94 milioni. Tra il 1946 e il 1964 si verificò il baby boom. L'incremento naturale annuo andava dalle 366.000 unità del 1953 alle 526.000 del 1964. Nel 1946, 1947, 1948 e 1964 nacquero più di un milione di bambini per anno. Dopo il 1976 l'Italia scese sotto la linea di rimpiazzo e negli anni Ottanta entrò nella fase di crescita zero: la popolazione aumentava solo di poche decine di migliaia di persone all'anno. Nel 1993 si registrò il primo saldo naturale negativo fin dal 1918. Dal 2020 i saldi negativi sono di circa 300.000 persone all'anno.
A metà degli anni Novanta la natalità ebbe una debole ripresa, rafforzata da un più alto tasso di fecondità delle donne immigrate, ma si arrestò all'inizio degli anni 2010. Secondo i dati dell'ISTAT, la fecondità in Italia nel 2012 fu di 1,42 figli per donna, sempre molto al di sotto della soglia di 2,1 che permette la costanza della popolazione, ma superiore al minimo di 1,19 figli per donna del 1995. L'ultimo anno in cui la soglia di 2,1 fu superata è il 1976.
Il numero di figli per donna delle straniere risultava notevolmente superiore a quello delle italiane (2,37 contro 1,29 nel 2012), ma scendeva sotto i 2 a partire dal 2016. Inoltre, se nel 1995 la fecondità era più elevata per le donne italiane del Mezzogiorno rispetto a quelle del Nord e del Centro, nel 2012 questa differenza è stata sostanzialmente colmata, come risultato di un aumento al Centro-Nord ed una diminuzione al Sud. Includendo anche le donne straniere, il numero di figli per donna nel 2012 è più alto nel Nord (1,48 nel Nord Ovest, 1,47 nel Nord Est) che nel Centro (1,42) o nel Mezzogiorno (1,33 nel Sud, 1,35 nelle Isole).
Il tasso di natalità dell'Italia nel suo complesso è stato nel 2022 del 6,7 per mille, il più basso mai registrato. A livello regionale, il tasso più elevato si rileva nella provincia di Bolzano (9,2 per mille) e il più basso in Sardegna (4,9 per mille)..
I picchi di mortalità più alti (oltre 100.000 morti in più rispetto all'anno precedente) si registrarono nel 1867 a causa del colera asiatico, tra il 1915 e il 1918 a causa della prima guerra mondiale e soprattutto dell'influenza spagnola, tra il 1942 e 1943 a causa della seconda guerra mondiale e nel 2020 a causa del COVID-19. 
Il tasso di mortalità nazionale è rimasto tra il 9,1 e il 10,7 per mille tra il 1948 e il 2019, superando il 12,0 nei tre anni successivi. Tra il 1993 e il 2022 ci sono stati solo due saldi naturali positivi, nel 2004 e nel 2006, seppur pari a poche migliaia di persone.
Nel 2015 le nascite sono scese per la prima volta sotto il mezzo milione, mentre c'è stato un aumento dei decessi, che ha comportato una decrescita naturale di 161.000 persone. Nel 2016 è stato toccato un nuovo record negativo di nascite (473.000), mentre i morti sono stati 615.000, con un saldo naturale negativo di 141.000 unità. Inoltre, è aumentata la percentuale di figli da genitori stranieri. Nel 2017 le nascite sono state per il decimo anno consecutivo in calo, e, per il terzo anno consecutivo, sotto il mezzo milione (458.151). Inoltre l'impennata dei decessi (649.061) ha provocato una decrescita naturale di 190.910 abitanti, il terzo peggior saldo naturale dal 1900. Nel 2023 le nascite sono scese sotto 400.000 all'anno.
Un'elaborazione su dati ISTAT e MIEF del 2016 ha evidenziato che dopo la crisi del 2008 in Europa si registra una nuova correlazione fra il tasso di natalità e un indicatore della ricchezza delle famiglie: nel 2016 è risultato un incremento del 2,6% della natalità delle singole donne ogni 1.000 euro in più di prodotto interno lordo (reddito disponibile pro-capite). La correlazione (R = -0.55) più rilevante è stata fra l'aumento dell'indice di povertà relativa e il calo delle nascite dal 2008 al 2017.
Nascite e mortiAnno200.000400.000600.000800.0001.000.0001.200.0001.400.0001860189019201950198020102040NasciteMorti
Permille (‰)Anno5101520253035401860189019201950198020102040Tasso di natalitàTasso di mortalità

## La speranza di vita alla nascita
Nel 2011 la speranza di vita alla nascita in Italia era di 79,4 anni per gli uomini e 84,5 per le donne, in crescita rispetto al 2005 (78,1 e 83,7 rispettivamente). Sempre nel 2011 la speranza di vita a 65 anni (ovvero il numero di anni che in media ha ancora da vivere una persona di 65 anni) era di 18,4 per gli uomini e 21,9 per le donne. Da notare che per entrambi gli indicatori non vi sono significative differenze tra Nord, Centro e Sud.
Nel 2019 la speranza di vita per gli uomini è salita a 81 anni e per le donne a 85,3 anni.
Il progresso è notevole se si considera che nel 1880 in Italia la speranza di vita alla nascita era di 35,4 anni, divenuti 42,8 nel 1900, 54,9 nel 1930 e 65,5 nel 1959.

## Singole età

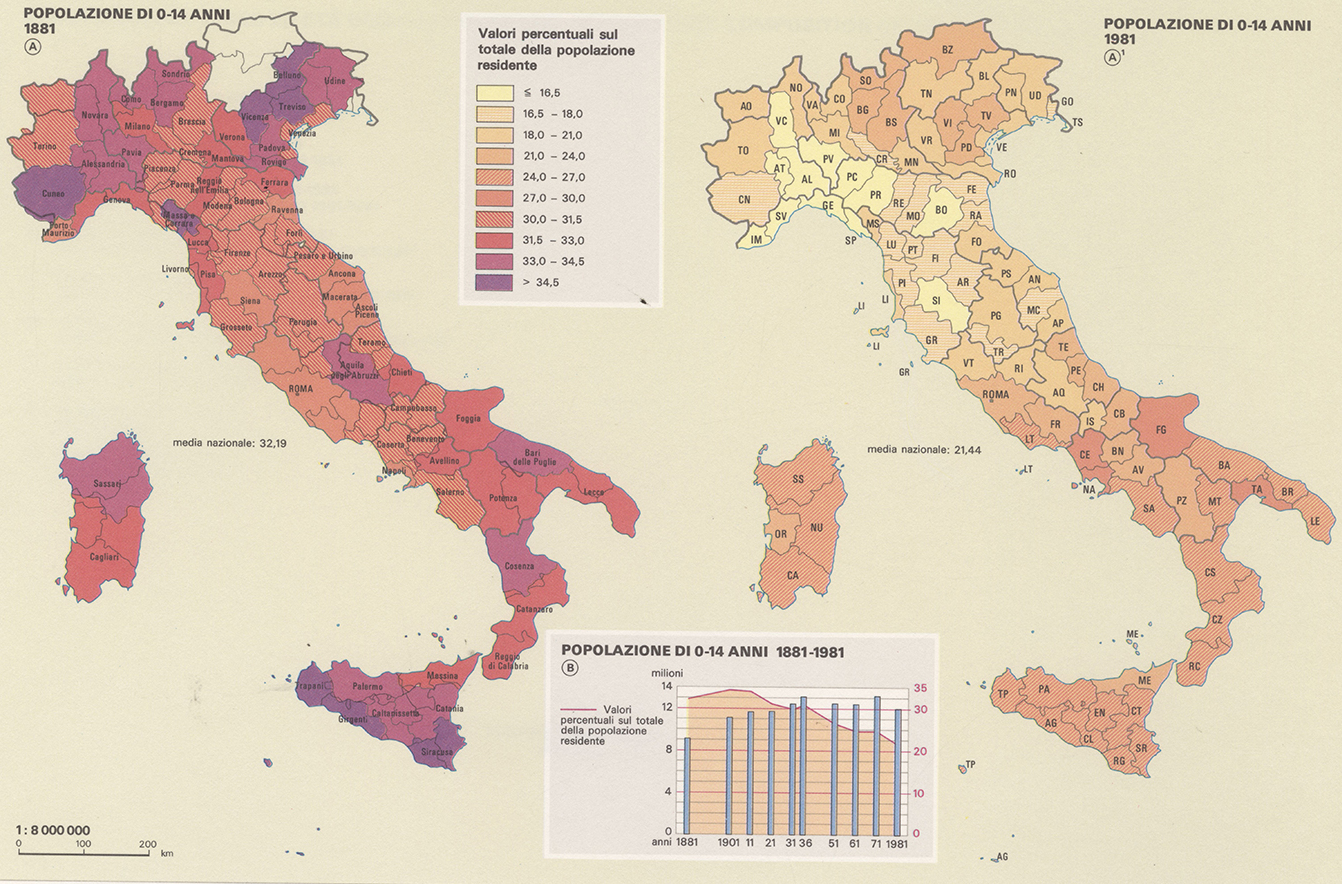
Popolazione in Italia 0-14 anni nel 1881 e 1981 (Atlante tematico d'Italia, Touring Club Italiano, 1990)

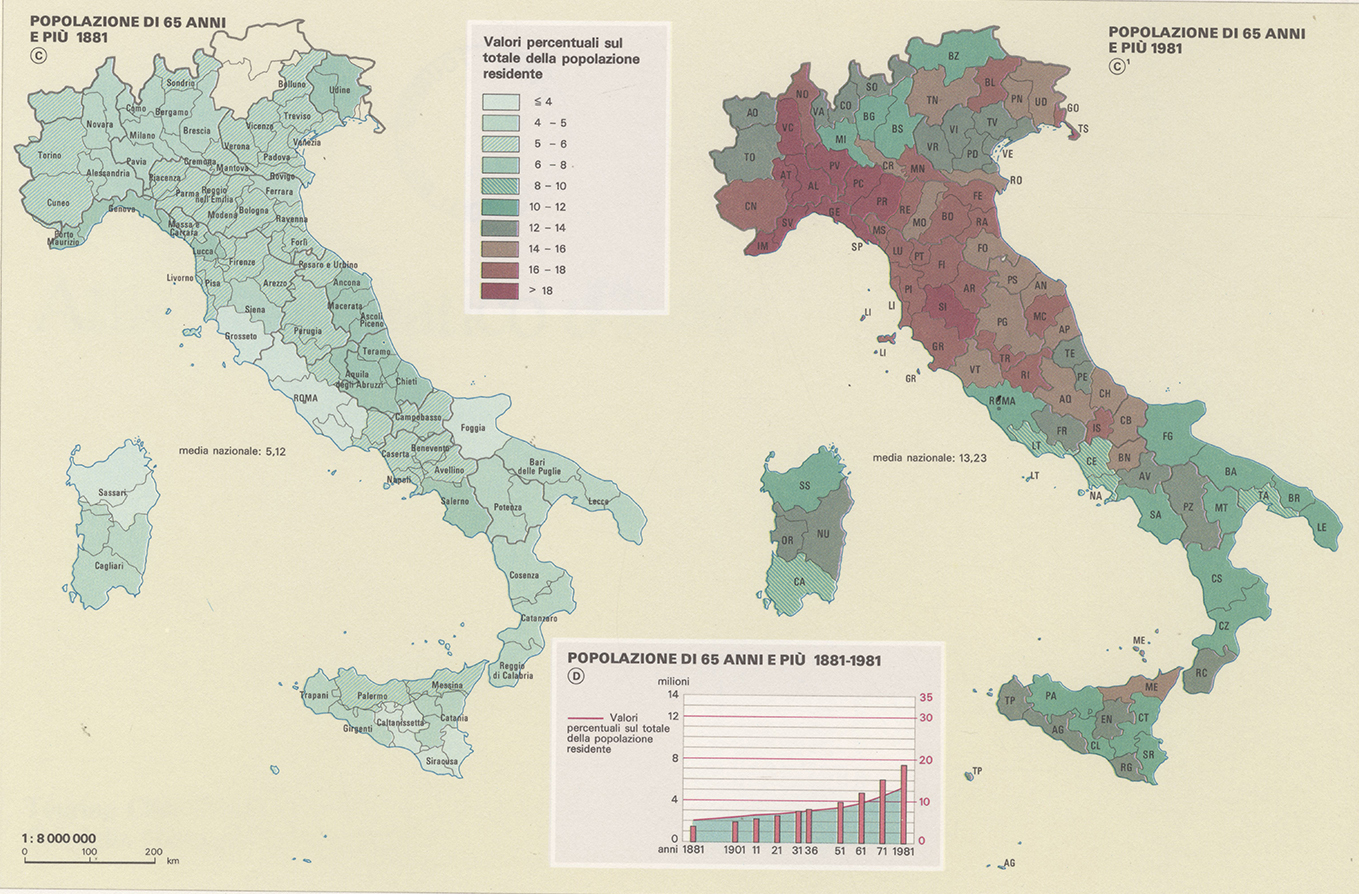
Popolazione sopra i 65 anni nel 1881 e 1981 (Atlante tematico d'Italia, Touring Club Italiano, 1990)

La tabella, basata sui dati dell'Istat del 2011, indica la popolazione residente per sesso, età e cittadinanza.
| Età (anni) | Popolazione | Popolazione | Popolazione | Popolazione | Popolazione | Popolazione | Popolazione | Popolazione | Popolazione |
| Età (anni) | Italiani    | Italiani    | Italiani    | Stranieri   | Stranieri   | Stranieri   | Maschi      | Femmine     | Totale      |
| Età (anni) | Maschi      | Femmine     | Totale      | Maschi      | Femmine     | Totale      | Maschi      | Femmine     | Totale      |
| ---------- | ----------- | ----------- | ----------- | ----------- | ----------- | ----------- | ----------- | ----------- | ----------- |
| 0          | 237.982     | 225.529     | 463.511     | 35.899      | 33.581      | 69.480      | 273.881     | 259.110     | 532.991     |
| 1          | 242.993     | 229.339     | 472.332     | 35.902      | 33.785      | 69.687      | 278.895     | 263.124     | 542.019     |
| 2          | 248.875     | 235.483     | 484.358     | 35.933      | 33.438      | 69.371      | 284.808     | 268.921     | 553.729     |
| 3          | 254.084     | 241.284     | 495.368     | 34.425      | 32.201      | 66.626      | 288.509     | 273.485     | 561.994     |
| 4          | 255.753     | 241.345     | 497.098     | 31.983      | 30.122      | 62.105      | 287.736     | 271.467     | 559.203     |
| 5          | 255.793     | 240.747     | 496.540     | 30.532      | 28.566      | 59.098      | 286.325     | 269.313     | 555.638     |
| 6          | 261.109     | 245.451     | 506.560     | 28.648      | 26.601      | 55.249      | 289.757     | 272.052     | 561.809     |
| 7          | 258.591     | 244.627     | 503.218     | 25.905      | 24.548      | 50.453      | 284.496     | 269.175     | 553.671     |
| 8          | 262.754     | 247.815     | 510.569     | 24.346      | 22.774      | 47.120      | 287.100     | 270.589     | 557.689     |
| 9          | 259.851     | 246.369     | 506.220     | 23.777      | 22.288      | 46.065      | 283.628     | 268.657     | 552.285     |
| 10         | 265.354     | 250.020     | 515.374     | 24.010      | 22.360      | 46.370      | 289.364     | 272.380     | 561.744     |
| 11         | 265.856     | 250.364     | 516.220     | 23.395      | 21.654      | 45.049      | 289.251     | 272.018     | 561.269     |
| 12         | 264.780     | 250.054     | 514.834     | 22.416      | 20.872      | 43.288      | 287.196     | 270.926     | 558.122     |
| 13         | 263.993     | 248.321     | 512.314     | 22.470      | 20.376      | 42.846      | 286.463     | 268.697     | 555.160     |
| 14         | 265.729     | 251.293     | 517.022     | 21.895      | 19.808      | 41.703      | 287.624     | 271.101     | 558.725     |
| 15         | 266.650     | 251.301     | 517.951     | 21.785      | 19.366      | 41.151      | 288.435     | 270.667     | 559.102     |
| 16         | 264.786     | 249.562     | 514.348     | 22.286      | 19.557      | 41.843      | 287.072     | 269.119     | 556.191     |
| 17         | 269.902     | 255.121     | 525.023     | 22.899      | 19.982      | 42.881      | 292.801     | 275.103     | 567.904     |
| 18         | 278.090     | 263.177     | 541.267     | 23.100      | 19.498      | 42.598      | 301.190     | 282.675     | 583.865     |
| 19         | 285.955     | 271.494     | 557.449     | 23.947      | 21.002      | 44.949      | 309.902     | 292.496     | 602.398     |
| 20         | 284.140     | 269.359     | 553.499     | 24.903      | 22.863      | 47.766      | 309.043     | 292.222     | 601.265     |
| 21         | 286.900     | 272.282     | 559.182     | 26.721      | 26.925      | 53.646      | 313.621     | 299.207     | 612.828     |
| 22         | 281.832     | 267.510     | 549.342     | 28.393      | 30.324      | 58.717      | 310.225     | 297.834     | 608.059     |
| 23         | 285.277     | 270.988     | 556.265     | 30.433      | 34.921      | 65.354      | 315.710     | 305.909     | 621.619     |
| 24         | 275.251     | 261.262     | 536.513     | 32.877      | 39.193      | 72.070      | 308.128     | 300.455     | 608.583     |
| 25         | 277.289     | 265.220     | 542.509     | 33.030      | 40.642      | 73.672      | 310.319     | 305.862     | 616.181     |
| 26         | 286.275     | 275.849     | 562.124     | 35.367      | 44.831      | 80.198      | 321.642     | 320.680     | 642.322     |
| 27         | 291.578     | 280.445     | 572.023     | 37.388      | 46.538      | 83.926      | 328.966     | 326.983     | 655.949     |
| 28         | 296.941     | 287.202     | 584.143     | 38.928      | 48.318      | 87.246      | 335.869     | 335.520     | 671.389     |
| 29         | 301.928     | 293.817     | 595.745     | 41.952      | 51.991      | 93.943      | 343.880     | 345.808     | 689.688     |
| 30         | 305.370     | 298.610     | 603.980     | 44.054      | 53.550      | 97.604      | 349.424     | 352.160     | 701.584     |
| 31         | 310.456     | 303.135     | 613.591     | 47.134      | 55.808      | 102.942     | 357.590     | 358.943     | 716.533     |
| 32         | 327.865     | 322.394     | 650.259     | 48.002      | 56.430      | 104.432     | 375.867     | 378.824     | 754.691     |
| 33         | 342.818     | 339.163     | 681.981     | 49.083      | 55.614      | 104.697     | 391.901     | 394.777     | 786.678     |
| 34         | 360.306     | 357.254     | 717.560     | 48.658      | 55.677      | 104.335     | 408.964     | 412.931     | 821.895     |
| 35         | 379.651     | 377.095     | 756.746     | 48.688      | 54.702      | 103.390     | 428.339     | 431.797     | 860.136     |
| 36         | 402.034     | 400.649     | 802.683     | 48.177      | 53.457      | 101.634     | 450.211     | 454.106     | 904.317     |
| 37         | 416.625     | 414.853     | 831.478     | 46.392      | 52.078      | 98.470      | 463.017     | 466.931     | 929.948     |
| 38         | 418.310     | 417.810     | 836.120     | 43.962      | 49.263      | 93.225      | 462.272     | 467.073     | 929.345     |
| 39         | 424.283     | 424.166     | 848.449     | 43.428      | 48.550      | 91.978      | 467.711     | 472.716     | 940.427     |
| 40         | 430.937     | 432.436     | 863.373     | 41.198      | 46.724      | 87.922      | 472.135     | 479.160     | 951.295     |
| 41         | 426.494     | 428.981     | 855.475     | 42.088      | 46.417      | 88.505      | 468.582     | 475.398     | 943.980     |
| 42         | 437.453     | 439.172     | 876.625     | 41.388      | 45.849      | 87.237      | 478.841     | 485.021     | 963.862     |
| 43         | 439.197     | 443.710     | 882.907     | 40.377      | 46.470      | 86.847      | 479.574     | 490.180     | 969.754     |
| 44         | 443.569     | 446.065     | 889.634     | 35.588      | 41.481      | 77.069      | 479.157     | 487.546     | 966.703     |
| 45         | 453.603     | 457.864     | 911.467     | 31.872      | 36.300      | 68.172      | 485.475     | 494.164     | 979.639     |
| 46         | 457.308     | 462.661     | 919.969     | 30.390      | 35.237      | 65.627      | 487.698     | 497.898     | 985.596     |
| 47         | 456.068     | 460.805     | 916.873     | 28.542      | 34.654      | 63.196      | 484.610     | 495.459     | 980.069     |
| 48         | 429.385     | 436.582     | 865.967     | 26.213      | 33.525      | 59.738      | 455.598     | 470.107     | 925.705     |
| 49         | 418.282     | 426.452     | 844.734     | 24.140      | 32.395      | 56.535      | 442.422     | 458.847     | 901.269     |
| 50         | 405.757     | 414.336     | 820.093     | 21.396      | 30.420      | 51.816      | 427.153     | 444.756     | 871.909     |
| 51         | 400.848     | 409.085     | 809.933     | 21.104      | 30.404      | 51.508      | 421.952     | 439.489     | 861.441     |
| 52         | 388.854     | 397.434     | 786.288     | 18.318      | 28.040      | 46.358      | 407.172     | 425.474     | 832.646     |
| 53         | 371.677     | 382.934     | 754.611     | 16.457      | 26.106      | 42.563      | 388.134     | 409.040     | 797.174     |
| 54         | 366.604     | 377.929     | 744.533     | 14.770      | 23.822      | 38.592      | 381.374     | 401.751     | 783.125     |
| 55         | 368.158     | 380.095     | 748.253     | 13.397      | 21.677      | 35.074      | 381.555     | 401.772     | 783.327     |
| 56         | 361.402     | 375.076     | 736.478     | 11.773      | 20.049      | 31.822      | 373.175     | 395.125     | 768.300     |
| 57         | 349.407     | 364.900     | 714.307     | 9.944       | 17.703      | 27.647      | 359.351     | 382.603     | 741.954     |
| 58         | 342.268     | 355.528     | 697.796     | 8.572       | 15.444      | 24.016      | 350.840     | 370.972     | 721.812     |
| 59         | 336.597     | 352.025     | 688.622     | 7.411       | 14.108      | 21.519      | 344.008     | 366.133     | 710.141     |
| 60         | 343.025     | 360.831     | 703.856     | 6.281       | 12.172      | 18.453      | 349.306     | 373.003     | 722.309     |
| 61         | 348.409     | 366.461     | 714.870     | 6.187       | 11.605      | 17.792      | 354.596     | 378.066     | 732.662     |
| 62         | 359.736     | 382.039     | 741.775     | 5.106       | 10.092      | 15.198      | 364.842     | 392.131     | 756.973     |
| 63         | 367.011     | 390.045     | 757.056     | 4.616       | 8.415       | 13.031      | 371.627     | 398.460     | 770.087     |
| 64         | 360.487     | 386.245     | 746.732     | 4.029       | 7.343       | 11.372      | 364.516     | 393.588     | 758.104     |
| 65         | 345.781     | 371.300     | 717.081     | 3.400       | 5.989       | 9.389       | 349.181     | 377.289     | 726.470     |
| 66         | 273.965     | 298.472     | 572.437     | 3.089       | 5.087       | 8.176       | 277.054     | 303.559     | 580.613     |
| 67         | 288.562     | 317.711     | 606.273     | 2.978       | 4.661       | 7.639       | 291.540     | 322.372     | 613.912     |
| 68         | 281.376     | 313.990     | 595.366     | 2.892       | 4.372       | 7.264       | 284.268     | 318.362     | 602.630     |
| 69         | 277.075     | 312.086     | 589.161     | 2.803       | 4.434       | 7.237       | 279.878     | 316.520     | 596.398     |
| 70         | 292.159     | 334.873     | 627.032     | 2.370       | 3.735       | 6.105       | 294.529     | 338.608     | 633.137     |
| 71         | 302.351     | 349.387     | 651.738     | 2.474       | 3.999       | 6.473       | 304.825     | 353.386     | 658.211     |
| 72         | 293.015     | 344.610     | 637.625     | 2.208       | 3.121       | 5.329       | 295.223     | 347.731     | 642.954     |
| 73         | 280.467     | 335.052     | 615.519     | 2.052       | 2.933       | 4.985       | 282.519     | 337.985     | 620.504     |
| 74         | 248.720     | 304.627     | 553.347     | 1.826       | 2.550       | 4.376       | 250.546     | 307.177     | 557.723     |
| 75         | 235.324     | 296.158     | 531.482     | 1.654       | 2.256       | 3.910       | 236.978     | 298.414     | 535.392     |
| 76         | 230.968     | 297.212     | 528.180     | 1.513       | 1.905       | 3.418       | 232.481     | 299.117     | 531.598     |
| 77         | 219.287     | 289.397     | 508.684     | 1.278       | 1.657       | 2.935       | 220.565     | 291.054     | 511.619     |
| 78         | 202.168     | 275.766     | 477.934     | 1.048       | 1.390       | 2.438       | 203.216     | 277.156     | 480.372     |
| 79         | 188.196     | 266.955     | 455.151     | 947         | 1.366       | 2.313       | 189.143     | 268.321     | 457.464     |
| 80         | 181.320     | 266.367     | 447.687     | 749         | 1.003       | 1.752       | 182.069     | 267.370     | 449.439     |
| 81         | 169.761     | 259.568     | 429.329     | 788         | 1.162       | 1.950       | 170.549     | 260.730     | 431.279     |
| 82         | 146.657     | 234.107     | 380.764     | 559         | 777         | 1336        | 147.216     | 234.884     | 382.100     |
| 83         | 131.669     | 223.241     | 354.910     | 534         | 736         | 1270        | 132.203     | 223.977     | 356.180     |
| 84         | 116.793     | 207.970     | 324.763     | 423         | 637         | 1060        | 117.216     | 208.607     | 325.823     |
| 85         | 102.011     | 192.521     | 294.532     | 328         | 562         | 890         | 102.339     | 193.083     | 295.422     |
| 86         | 86.659      | 172.687     | 259.346     | 298         | 543         | 841         | 86.957      | 173.230     | 260.187     |
| 87         | 75.538      | 158.442     | 233.980     | 255         | 406         | 661         | 75.793      | 158.848     | 234.641     |
| 88         | 62.973      | 140.104     | 203.077     | 214         | 363         | 577         | 63.187      | 140.467     | 203.654     |
| 89         | 52.659      | 125.949     | 178.608     | 170         | 308         | 478         | 52.829      | 126.257     | 179.086     |
| 90         | 40.218      | 100.684     | 140.902     | 143         | 252         | 395         | 40.361      | 100.936     | 141.297     |
| 91         | 33.395      | 89.529      | 122.924     | 126         | 248         | 374         | 33.521      | 89.777      | 123.298     |
| 92         | 13.715      | 38.235      | 51.950      | 67          | 139         | 206         | 13.782      | 3.8374      | 52.156      |
| 93         | 9.865       | 29.603      | 39.468      | 48          | 88          | 136         | 9.913       | 29.691      | 39.604      |
| 94         | 8.298       | 26.361      | 34.659      | 28          | 68          | 96          | 8.326       | 26.429      | 34.755      |
| 95         | 7.606       | 25.565      | 33.171      | 21          | 60          | 81          | 7.627       | 25.625      | 33.252      |
| 96         | 6.645       | 23.727      | 30.372      | 17          | 58          | 75          | 6.662       | 23.785      | 30.447      |
| 97         | 4.640       | 17.742      | 22.382      | 21          | 47          | 68          | 4.661       | 17.789      | 22.450      |
| 98         | 3.121       | 12.466      | 15.587      | 10          | 27          | 37          | 3.131       | 12.493      | 15.624      |
| 99         | 1.926       | 8.238       | 10.164      | 8           | 20          | 28          | 1.934       | 8.258       | 10.192      |
| ≥ 100      | 2.440       | 12.579      | 15.019      | 20          | 41          | 61          | 2.460       | 12.620      | 15.080      |
| Totale     | 26.863.868  | 28.540.731  | 55.404.599  | 1.881.639   | 2.147.506   | 4.029.145   | 28.745.507  | 30.688.237  | 59.433.744  |

## Statistiche demografiche
Di seguito una tabella con i dati ISTAT a cui sono aggiunti i dati sul tasso di fecondità totale dal 1850 forniti da OurWorldInData.

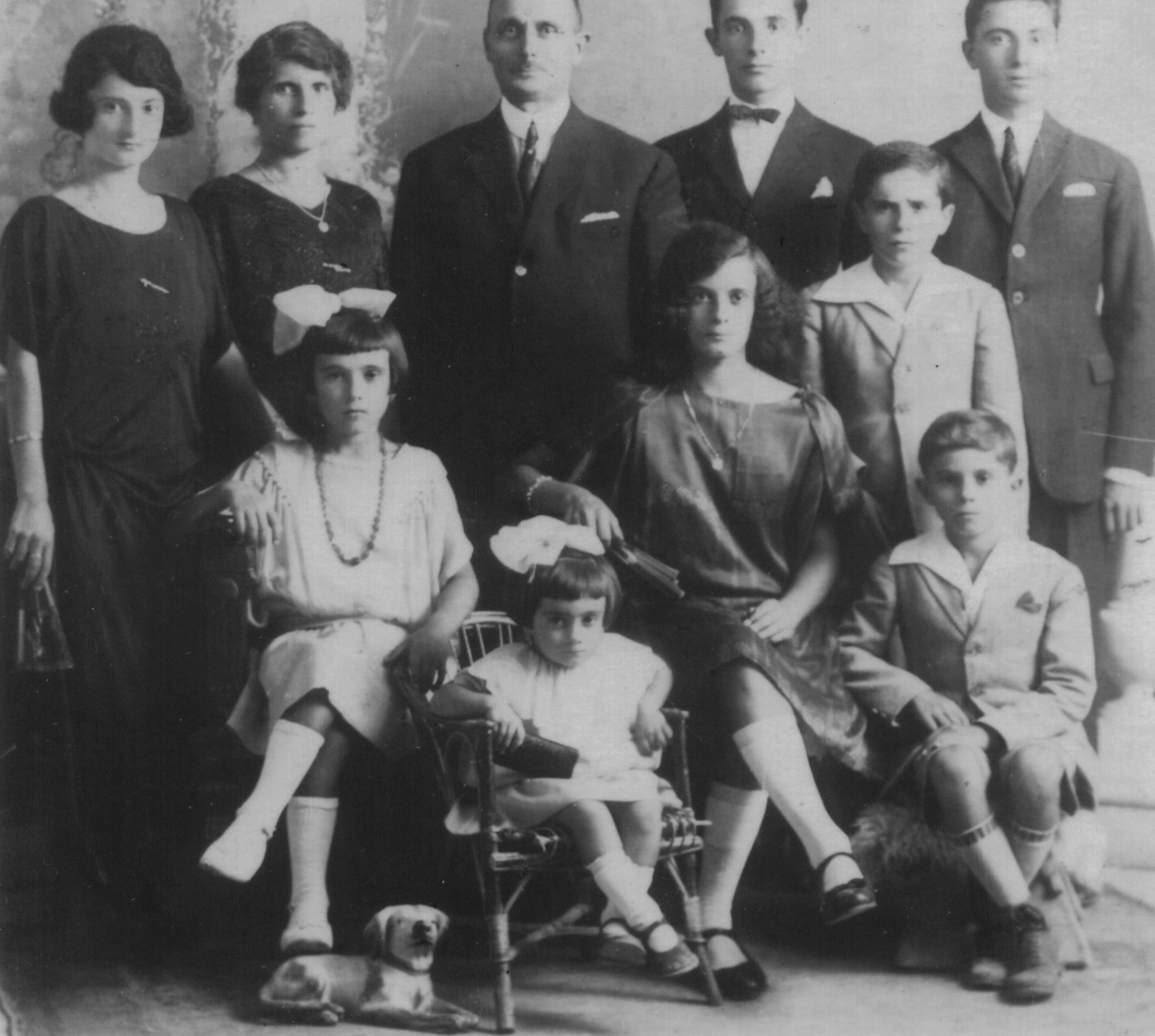
Giuseppe Riggio (1871-1960) con la sua grande famiglia (era comune in quell'epoca) nel 1925

| Anni                                | 1850 | 1851 | 1852 | 1853 | 1854 | 1855 | 1856 | 1857 | 1858 | 1859 | 1860 | 1861 |
| ----------------------------------- | ---- | ---- | ---- | ---- | ---- | ---- | ---- | ---- | ---- | ---- | ---- | ---- |
| Tasso di fecondità totale in Italia | 5,47 | 5,42 | 5,38 | 5,33 | 5,29 | 5,24 | 5,19 | 5,15 | 5,1  | 5,06 | 5,01 | 4,96 |

| Anno             | Popolazione 1º gennaio | Natalità  | Natalità  | Mortalità | Mortalità | Saldo naturale | Tasso di fecondità totale |
| Anno             | Popolazione 1º gennaio | Nati      | Tasso (‰) | Morti     | Tasso (‰) | Saldo naturale | Tasso di fecondità totale |
| ---------------- | ---------------------- | --------- | --------- | --------- | --------- | -------------- | ------------------------- |
| 1862             | 26.328.000             | 991.000   | 37,5      | 815.000   | 30,9      | +176.000       | 4,93                      |
| 1863             | 26.507.000             | 1.026.000 | 38,6      | 824.000   | 31,0      | +202.000       | 4,90                      |
| 1864             | 26.712.000             | 1.000.000 | 37,3      | 802.000   | 29,9      | +198.000       | 4,90                      |
| 1865             | 26.915.000             | 1.024.000 | 37,9      | 812.000   | 30,0      | +212.000       | 4,91                      |
| 1866             | 27.131.000             | 1.044.000 | 38,3      | 798.000   | 29,3      | +246.000       | 4,91                      |
| 1867             | 27.381.000             | 991.000   | 36,2      | 935.000   | 34,1      | +56.000        | 4,92                      |
| 1868             | 27.440.000             | 964.000   | 35,1      | 844.000   | 30,7      | +120.000       | 4,92                      |
| 1869             | 27.561.000             | 1.016.000 | 36,7      | 777.000   | 28,1      | +239.000       | 4,91                      |
| 1870             | 27.801.000             | 1.016.000 | 36,4      | 840.000   | 30,1      | +176.000       | 4,90                      |
| 1871             | 27.974.000             | 1.026.000 | 36,6      | 845.000   | 30,1      | +181.000       | 4,90                      |
| 1872             | 28.151.000             | 1.060.000 | 37,5      | 868.000   | 30,7      | +192.000       | 4,89                      |
| 1873             | 28.314.000             | 1.023.000 | 36,0      | 854.000   | 30,1      | +169.000       | 4,88                      |
| 1874             | 28.459.000             | 985.000   | 34,6      | 868.000   | 30,5      | +117.000       | 4,89                      |
| 1875             | 28.551.000             | 1.072.000 | 37,4      | 885.000   | 30,9      | +187.000       | 4,90                      |
| 1876             | 28.709.000             | 1.121.000 | 38,9      | 835.000   | 29,0      | +286.000       | 4,90                      |
| 1877             | 28.964.000             | 1.063.000 | 36,6      | 823.000   | 28,3      | +240.000       | 4,91                      |
| 1878             | 29.169.000             | 1.046.000 | 35,8      | 850.000   | 29,1      | +196.000       | 4,92                      |
| 1879             | 29.334.000             | 1.097.000 | 37,3      | 873.000   | 29,7      | +224.000       | 4,95                      |
| 1880             | 29.516.000             | 989.000   | 33,5      | 906.000   | 30,7      | +83.000        | 4,98                      |
| 1881             | 29.552.000             | 1.112.000 | 37,5      | 819.000   | 27,6      | +293.000       | 5,00                      |
| 1882             | 29.791.000             | 1.090.000 | 36,5      | 825.000   | 27,6      | +265.000       | 5,03                      |
| 1883             | 30.005.000             | 1.101.000 | 36,6      | 830.000   | 27,6      | +271.000       | 5,06                      |
| 1884             | 30.221.000             | 1.162.000 | 38,3      | 816.000   | 26,9      | +346.000       | 5,05                      |
| 1885             | 30.511.000             | 1.156.000 | 37,7      | 823.000   | 26,9      | +333.000       | 5,04                      |
| 1886             | 30.776.000             | 1.117.000 | 36,2      | 882.000   | 28,6      | +235.000       | 5,04                      |
| 1887             | 30.937.000             | 1.184.000 | 38,1      | 864.000   | 27,8      | +320.000       | 5,03                      |
| 1888             | 31.160.000             | 1.149.000 | 36,8      | 855.000   | 27,4      | +294.000       | 5,02                      |
| 1889             | 31.325.000             | 1.178.000 | 37,4      | 801.000   | 25,5      | +377.000       | 4,98                      |
| 1890             | 31.611.000             | 1.110.000 | 35,0      | 830.000   | 26,2      | +280.000       | 4,95                      |
| 1891             | 31.792.000             | 1.159.000 | 36,3      | 829.000   | 26,0      | +330.000       | 4,91                      |
| 1892             | 31.992.000             | 1.137.000 | 35,4      | 837.000   | 26,1      | +300.000       | 4,88                      |
| 1893             | 32.189.000             | 1.154.000 | 35,7      | 809.000   | 25,0      | +345.000       | 4,84                      |
| 1894             | 32.417.000             | 1.130.000 | 34,8      | 808.000   | 24,9      | +322.000       | 4,79                      |
| 1895             | 32.608.000             | 1.120.000 | 34,3      | 817.000   | 25,0      | +303.000       | 4,74                      |
| 1896             | 32.770.000             | 1.123.000 | 34,2      | 790.000   | 24,0      | +333.000       | 4,69                      |
| 1897             | 32.955.000             | 1.128.000 | 34,1      | 725.000   | 21,9      | +403.000       | 4.64                      |
| 1898             | 33.200.000             | 1.097.000 | 33,0      | 762.000   | 22,9      | +335.000       | 4,59                      |
| 1899             | 33.369.000             | 1.116.000 | 33,3      | 734.000   | 21,9      | +382.000       | 4,56                      |
| 1900             | 33.605.000             | 1.095.000 | 32,5      | 803.000   | 23,8      | +292.000       | 4,53                      |
| 1901             | 33.739.000             | 1.087.000 | 32,1      | 746.000   | 22,0      | +341.000       | 4,49                      |
| 1902             | 34.015.000             | 1.121.000 | 32,8      | 759.000   | 22,2      | +362.000       | 4,46                      |
| 1903             | 34.316.000             | 1.070.000 | 31,1      | 769.000   | 22,3      | +301.000       | 4,43                      |
| 1904             | 34.555.000             | 1.112.000 | 32,0      | 732.000   | 21,1      | +380.000       | 4,44                      |
| 1905             | 34.875.000             | 1.112.000 | 31,8      | 767.000   | 21,9      | +345.000       | 4,45                      |
| 1906             | 35.147.000             | 1.099.000 | 31,1      | 732.000   | 20,7      | +367.000       | 4,45                      |
| 1907             | 35.446.000             | 1.090.000 | 30,6      | 737.000   | 20,7      | +353.000       | 4,46                      |
| 1908             | 35.742.000             | 1.168.000 | 32,5      | 809.000   | 22,5      | +359.000       | 4,47                      |
| 1909             | 36.055.000             | 1.145.000 | 31,6      | 779.000   | 21,5      | +366.000       | 4,43                      |
| 1910             | 36.370.000             | 1.175.000 | 32,1      | 720.000   | 19,7      | +455.000       | 4,39                      |
| 1911             | 36.774.000             | 1.123.000 | 30,4      | 785.000   | 21,3      | +338.000       | 4,36                      |
| 1912             | 37.059.000             | 1.166.000 | 31,4      | 672.000   | 18,1      | +494.000       | 4,32                      |
| 1913             | 37.241.000             | 1.155.000 | 31,0      | 701.000   | 18,8      | +454.000       | 4,28                      |
| 1914             | 37.255.000             | 1.145.000 | 30,5      | 677.000   | 18,0      | +468.000       | 4,04                      |
| 1915             | 37.797.000             | 1.138.000 | 30,0      | 848.000   | 22,3      | +290.000       | 3,80                      |
| 1916             | 38.166.000             | 906.000   | 23,8      | 894.000   | 23,4      | +12.000        | 3,56                      |
| 1917             | 38.118.000             | 735.000   | 19,4      | 990.000   | 26,1      | -255.000       | 3,32                      |
| 1918             | 37.844.000             | 676.000   | 18,0      | 1.324.000 | 35,3      | -648.000       | 3,08                      |
| 1919             | 37.195.000             | 795.000   | 21,3      | 707.000   | 19,0      | +88.000        | 3,24                      |
| 1920             | 37.304.000             | 1.195.000 | 32,0      | 712.000   | 19,0      | +483.000       | 3,41                      |
| 1921             | 37.491.000             | 1.151.000 | 30,5      | 668.000   | 17,7      | +483.000       | 3,57                      |
| 1922             | 37.890.000             | 1.165.000 | 30,6      | 688.000   | 18,1      | +477.000       | 3,74                      |
| 1923             | 38.281.000             | 1.145.000 | 29,8      | 653.000   | 17,0      | +492.000       | 3,90                      |
| 1924             | 38.629.000             | 1.115.000 | 28,7      | 661.000   | 17,0      | +454.000       | 3,81                      |
| 1925             | 38.990.000             | 1.102.000 | 28,1      | 668.000   | 17,1      | +434.000       | 3,72                      |
| 1926             | 39.339.000             | 1.088.000 | 27,5      | 679.000   | 17,2      | +409.000       | 3,64                      |
| 1927             | 39.665.000             | 1.087.000 | 27,3      | 639.000   | 16,0      | +448.000       | 3,55                      |
| 1928             | 40.030.000             | 1.067.000 | 26,6      | 643.000   | 16,0      | +424.000       | 3,46                      |
| 1929             | 40.342.000             | 1.031.000 | 25,5      | 666.000   | 16,5      | +365.000       | 3,42                      |
| 1930             | 40.595.000             | 1.084.000 | 26,6      | 575.000   | 14,1      | +509.000       | 3,38                      |
| 1931             | 40.987.000             | 1.018.000 | 24,7      | 607.000   | 14,8      | +411.000       | 3,21                      |
| 1932             | 41.277.000             | 982.000   | 23,7      | 607.000   | 14,7      | +375.000       | 3,06                      |
| 1933             | 41.585.000             | 988.000   | 23,7      | 571.000   | 13,7      | +417.000       | 3,04                      |
| 1934             | 41.921.000             | 987.000   | 23,4      | 561.000   | 13,3      | +426.000       | 3,00                      |
| 1935             | 42.265.000             | 991.000   | 23,4      | 592.000   | 14,0      | +399.000       | 2,98                      |
| 1936             | 42.592.000             | 958.000   | 22,4      | 590.000   | 13,8      | +368.000       | 2,87                      |
| 1937             | 42.908.000             | 986.000   | 22,9      | 615.000   | 14,3      | +371.000       | 2,93                      |
| 1938             | 43.228.000             | 1.031.000 | 23,7      | 612.000   | 14,1      | +419.000       | 3,05                      |
| 1939             | 43.610.000             | 1.034.000 | 23,6      | 589.000   | 13,4      | +445.000       | 3,07                      |
| 1940             | 44.119.000             | 1.040.000 | 23,5      | 616.000   | 13,9      | +424.000       | 3,07                      |
| 1941             | 44.562.000             | 930.000   | 20,8      | 659.000   | 14,7      | +271.000       | 2,74                      |
| 1942             | 44.885.000             | 919.000   | 20,4      | 704.000   | 15,6      | +215.000       | 2,69                      |
| 1943             | 45.119.000             | 890.000   | 19,7      | 792.000   | 17,5      | +98.000        | 2,61                      |
| 1944             | 45.235.000             | 822.000   | 18,1      | 732.000   | 16,2      | +90.000        | 2,39                      |
| 1945             | 45.344.000             | 821.000   | 18,1      | 645.000   | 14,2      | +176.000       | 2,37                      |
| 1946             | 45.540.000             | 1.036.098 | 23,0      | 547.952   | 12,1      | +488.146       | 3,01                      |
| 1947             | 45.910.000             | 1.011.490 | 22,2      | 524.019   | 11,5      | +487.481       | 2,89                      |
| 1948             | 46.210.000             | 1.005.851 | 21,7      | 486.392   | 10,5      | +515.401       | 2,83                      |
| 1949             | 46.552.000             | 937.146   | 20,1      | 485.277   | 10,4      | +451.869       | 2,62                      |
| 1950             | 46.914.000             | 908.622   | 19,4      | 455.619   | 9,7       | +453.453       | 2,50                      |
| 1951             | 47.295.000             | 860.998   | 18,2      | 485.208   | 10,2      | +375.790       | 2,35                      |
| 1952             | 47.540.154             | 844.447   | 17,8      | 477.894   | 10,0      | +366.553       | 2,34                      |
| 1953             | 47.792.434             | 839.478   | 17,6      | 476.015   | 9,9       | +363.463       | 2,31                      |
| 1954             | 48.121.059             | 870.689   | 18,0      | 441.897   | 9,1       | +428.792       | 2,35                      |
| 1955             | 48.476.568             | 869.333   | 17,9      | 446.689   | 9,2       | +422.644       | 2,33                      |
| 1956             | 48.788.971             | 873.608   | 17,9      | 497.550   | 10,2      | +376.058       | 2,34                      |
| 1957             | 49.051.924             | 878.906   | 17,9      | 484.190   | 9,8       | +394.716       | 2,33                      |
| 1958             | 49.310.541             | 870.468   | 17,6      | 457.690   | 9,3       | +412.778       | 2,31                      |
| 1959             | 49.639.684             | 901.017   | 18,1      | 454.740   | 9,1       | +446.277       | 2,38                      |
| 1960             | 50.025.501             | 910.192   | 18,1      | 480.932   | 9,6       | +429.260       | 2,41                      |
| 1961             | 50.373.901             | 929.657   | 18,4      | 468.455   | 9,3       | +461.202       | 2,41                      |
| 1962             | 50.698.800             | 937.257   | 18,4      | 509.174   | 10,0      | +428.083       | 2,46                      |
| 1963             | 51.060.100             | 960.336   | 18,8      | 516.377   | 10,1      | +443.959       | 2,56                      |
| 1964             | 51.443.900             | 1.016.120 | 19,7      | 490.050   | 9,5       | +526.070       | 2,70                      |
| 1965             | 51.906.800             | 990.458   | 19,1      | 518.008   | 10,0      | +472.450       | 2,66                      |
| 1966             | 52.317.900             | 979.940   | 18,7      | 496.281   | 9,5       | +483.659       | 2,63                      |
| 1967             | 52.720.100             | 948.772   | 18,0      | 510.122   | 9,7       | +438.650       | 2,54                      |
| 1968             | 53.080.900             | 930.172   | 17,6      | 532.571   | 10,1      | +397.601       | 2,49                      |
| 1969             | 53.390.601             | 932.466   | 17,5      | 539.129   | 10,1      | +393.337       | 2,51                      |
| 1970             | 53.685.301             | 901.472   | 16,8      | 521.096   | 9,7       | +380.376       | 2,43                      |
| 1971             | 53.958.400             | 906.182   | 16,8      | 522.654   | 9,7       | +383.528       | 2,41                      |
| 1972             | 54.188.580             | 888.203   | 16,3      | 523.828   | 9,6       | +364.375       | 2,36                      |
| 1973             | 54.574.113             | 874.546   | 16,0      | 547.487   | 10,0      | +327.059       | 2,34                      |
| 1974             | 54.928.701             | 868.882   | 15,8      | 532.052   | 9,7       | +336.830       | 2,33                      |
| 1975             | 55.293.037             | 827.852   | 14,9      | 554.346   | 10,0      | +273.506       | 2,21                      |
| 1976             | 55.588.966             | 781.638   | 14,0      | 550.565   | 9,9       | +231.073       | 2,11                      |
| 1977             | 55.847.553             | 741.103   | 13,2      | 546.694   | 9,8       | +194.409       | 1,97                      |
| 1978             | 56.063.271             | 709.043   | 12,6      | 540.671   | 9,6       | +168.372       | 1,87                      |
| 1979             | 56.247.019             | 670.221   | 11,9      | 538.352   | 9,6       | +131.869       | 1,76                      |
| 1980             | 56.388.481             | 640.401   | 11,3      | 554.510   | 9,8       | +85.891        | 1,68                      |
| 1981             | 56.479.287             | 623.103   | 11,0      | 545.291   | 9,7       | +77.812        | 1,60                      |
| 1982             | 56.524.064             | 619.097   | 10,9      | 522.332   | 9,2       | +96.765        | 1,60                      |
| 1983             | 56.563.031             | 601.928   | 10,6      | 553.568   | 9,8       | +48.360        | 1,54                      |
| 1984             | 56.565.118             | 587.871   | 10,4      | 534.676   | 9,5       | +53.195        | 1,48                      |
| 1985             | 56.588.319             | 577.345   | 10,2      | 547.436   | 9,7       | +29.909        | 1,45                      |
| 1986             | 56.597.823             | 555.445   | 9,8       | 537.453   | 9,5       | +17.992        | 1,37                      |
| 1987             | 56.594.488             | 551.539   | 9,8       | 524.999   | 9,3       | +26.540        | 1,35                      |
| 1988             | 56.609.376             | 569.698   | 10,1      | 539.426   | 9,5       | +30.272        | 1,38                      |
| 1989             | 56.649.201             | 560.688   | 9,8       | 525.960   | 9,3       | +34.728        | 1,35                      |
| 1990             | 56.694.360             | 569.255   | 9,9       | 543.708   | 9,5       | +25.547        | 1,36                      |
| 1991             | 56.744.119             | 562.787   | 9,9       | 553.833   | 9,8       | +8.954         | 1,33                      |
| 1992             | 56.757.236             | 567.841   | 10,1      | 545.038   | 9,5       | +22.803        | 1,31                      |
| 1993             | 56.960.300             | 549.484   | 9,6       | 555.043   | 9,7       | -5.559         | 1,26                      |
| 1994             | 57.138.489             | 533.050   | 9,3       | 557.513   | 9,7       | -24.463        | 1,22                      |
| 1995             | 57.268.578             | 525.609   | 9,1       | 555.203   | 9,6       | -29.594        | 1,19                      |
| 1996             | 57.332.996             | 528.103   | 9,3       | 557.756   | 9,7       | -29.653        | 1,22                      |
| 1997             | 57.460.977             | 534.462   | 9,3       | 564.679   | 9,8       | -30.217        | 1,23                      |
| 1998             | 57.563.354             | 531.548   | 9,2       | 576.911   | 10,0      | -45.363        | 1,21                      |
| 1999             | 57.612.615             | 537.242   | 9,3       | 571.356   | 9,9       | -34.114        | 1,23                      |
| 2000             | 57.679.895             | 543.039   | 9,4       | 560.241   | 9,6       | -17.202        | 1,26                      |
| 2001             | 56.915.744             | 535.282   | 9,3       | 548.254   | 9,6       | -12.963        | 1,25                      |
| 2002             | 56.993.270             | 538.198   | 9,4       | 557.393   | 9,8       | -19.195        | 1,27                      |
| 2003             | 57.186.378             | 544.063   | 9,5       | 586.468   | 10,2      | -42.405        | 1,29                      |
| 2004             | 57.611.990             | 562.599   | 9,8       | 546.658   | 9,5       | +15.941        | 1,31                      |
| 2005             | 58.044.368             | 554.022   | 9,6       | 567.304   | 9,8       | -13.282        | 1,33                      |
| 2006             | 58.288.996             | 560.010   | 9,6       | 557.892   | 9,6       | +2.118         | 1,37                      |
| 2007             | 58.510.725             | 563.933   | 9,7       | 570.801   | 9,8       | -6.868         | 1,40                      |
| 2008             | 59.001.769             | 576.659   | 9,8       | 585.126   | 9,9       | -8.467         | 1,45                      |
| 2009             | 59.420.592             | 568.857   | 9,6       | 591.663   | 10,0      | -22.806        | 1,45                      |
| 2010             | 59.690.316             | 561.944   | 9,5       | 587.488   | 9,9       | -25.544        | 1,46                      |
| 2011             | 59.948.497             | 546.585   | 9,2       | 593.402   | 10,0      | -46.817        | 1,44                      |
| 2012             | 60.105.185             | 534.186   | 9,0       | 612.883   | 10,3      | -78.697        | 1,42                      |
| 2013             | 60.277.309             | 514.308   | 8,5       | 600.744   | 10,1      | -86.436        | 1,39                      |
| 2014             | 60.345.917             | 502.596   | 8,3       | 598.364   | 9,8       | -95.768        | 1,37                      |
| 2015             | 60.295.497             | 485.780   | 8,0       | 647.571   | 10,7      | -161.791       | 1,35                      |
| 2016             | 60.163.712             | 473.438   | 7,8       | 615.261   | 10,1      | -141.823       | 1,34                      |
| 2017             | 60.066.734             | 458.151   | 7,6       | 649.061   | 10,7      | -190.910       | 1,32                      |
| 2018             | 59.937.769             | 439.747   | 7,3       | 633.133   | 10,5      | -193.386       | 1,29                      |
| 2019             | 59.816.673             | 420.084   | 7,0       | 634.417   | 10,6      | -214.333       | 1,27                      |
| 2020             | 59.641.488             | 404.892   | 6,8       | 740.317   | 12,4      | -335.425       | 1,24                      |
| 2021             | 59.236.213             | 400.249   | 6,7       | 701.346   | 12,0      | -301.097       | 1,25                      |
| 2022             | 59.030.133             | 393.333   | 6,7       | 715.077   | 12,1      | -321.744       | 1,25                      |
| 2023             | 58.997.201             | 379.890   | 6,4       | 671.065   | 11,1      | -291.175       | 1,20                      |
| 2024             | 58.971.230             | 369.922   | 6,3       | 650.587   | 11,0      | -280.665       | 1,18                      |
| 2025             | 58.934.177             |           |           |           |           |                |                           |
| Anno             | Popolazione 1º gennaio | Natalità  | Natalità  | Mortalità | Mortalità | Saldo naturale | Tasso di fecondità totale |
| Anno             | Popolazione 1º gennaio | Nati      | Tasso (‰) | Morti     | Tasso (‰) | Saldo naturale | Tasso di fecondità totale |
| * = dati stimati |                        |           |           |           |           |                |                           |

Di seguito, alcuni dati del World Population Review.
- Una nascita ogni 60 secondi
- Una morte ogni 50 secondi
- Perdita netta di una persona ogni 7 minuti
- Un immigrante netto ogni 8 minuti

La statistica demografica seguente è dell’Istituto Nazionale di Statistica italiano e del CIA World Factbook.

Piramide di popolazione dell'Italia nel 2023

Popolazione
58.977.201 (1º gennaio 2023)
Struttura di etàAnno 2020
0-14 anni: 13,45% (maschi 4.292.431/ femmine 4.097.732)
15-24 anni: 9,61% (maschi 3.005.402/ femmine 2.989.764)
25-54 anni: 40,86% (maschi 12.577.764/ femmine 12.921.614)
55-64 anni: 14% (maschi 4.243.735/ femmine 4.493.581)
65 anni e oltre: 22,08% (maschi 5.949.560/ femmine 7.831.076)

Anno 2017
0-14 anni: 13,65% (maschi 4.334.457 / femmine 4.146.726)
15-24 anni: 9,66% (maschi 3.008.228 / femmine 2.996.854)
25-54 anni: 42,16% (maschi 12.933.634 / femmine 13.265.541)
55-64 anni: 12,99% (maschi 3.914.061 / femmine 4.159.859)
65 anni e oltre: 21,53% (maschi 5.758.197 / femmine 7.620.245)

Anno 2010
0-14 anni: 13,5% (maschi 4.056.156 / femmine 3.814.070)
15-64 anni: 66,3% (maschi 19.530.696 / femmine 18.981.084)
65 anni e oltre: 20,2% (maschi 4.903.762 / femmine 6.840.444)
Età mediana
totale: 45,5 anni (2017) Posizione nella classifica mondiale: 5°
maschi: 44,4 anni
femmine: 46,5 anni
totale: 44,2 anni (2015)
maschi: 43,0 anni
femmine: 45,3 anni (2013)
Tasso di crescita della popolazione
0,19% (stima 2017). Posizione nella classifica mondiale: 183°
0,03% (stima 2016)
Tasso di natalità
8,6 nascite/1.000 persone (stima 2017)
8,94 nascite/1.000 persone (stima 2013)
Tasso di mortalità
10,4 decessi/1.000 persone (2017)
10,01 decessi/1.000 persone (2013)
Tasso di immigrazione netta
3,7 immigranti/1.000 persone (2017). Posizione nella classifica mondiale: 31°
4,47 immigranti/1.000 persone (2013)
Speranza di vita alla nascita (2022)
popolazione totale: 84,01 anni. Posizione nella classifica mondiale: 6°
maschi: 81.90 anni
femmine: 85.97 anni
Età mediana della madre al primo figlio
30,7 anni (2014)
Tasso di fecondità totale
1,39 bambini nati per donna (cittadini italiani)
1,91 bambini nati per donna (cittadini stranieri)
1,39 bambini nati per donna (cittadini totali) (2014)
1,44 bambini nati per donna (2017). Posizione nella classifica mondiale: 206°
Tasso di mortalità infantile
totale: 3,3 decessi/1.000 nati vivi. Posizione nella classifica mondiale: 210°
maschi: 3,5 decessi/1.000 nati vivi
femmine: 3 decessi/1.000 nati vivi (2017)
Urbanizzazione
popolazione urbana: 68% della popolazione totale (2010)
tasso di urbanizzazione: 0.5% tasso di variazione annuo (2010-15)
Tasso di mortalità materna
4 decessi/100.000 nati vivi (stima 2015). Posizione nella classifica mondiale: 178°
4,0 decessi/100.000 nati vivi (2010)
Rapporto maschi/femmine
alla nascita: 1.06
inferiore ai 15 anni: 1.05
15-64 anni: 1.02
65 anni e oltre: 0.74
popolazione totale: 0.93 (2013)

## Numero di comuni e residenti

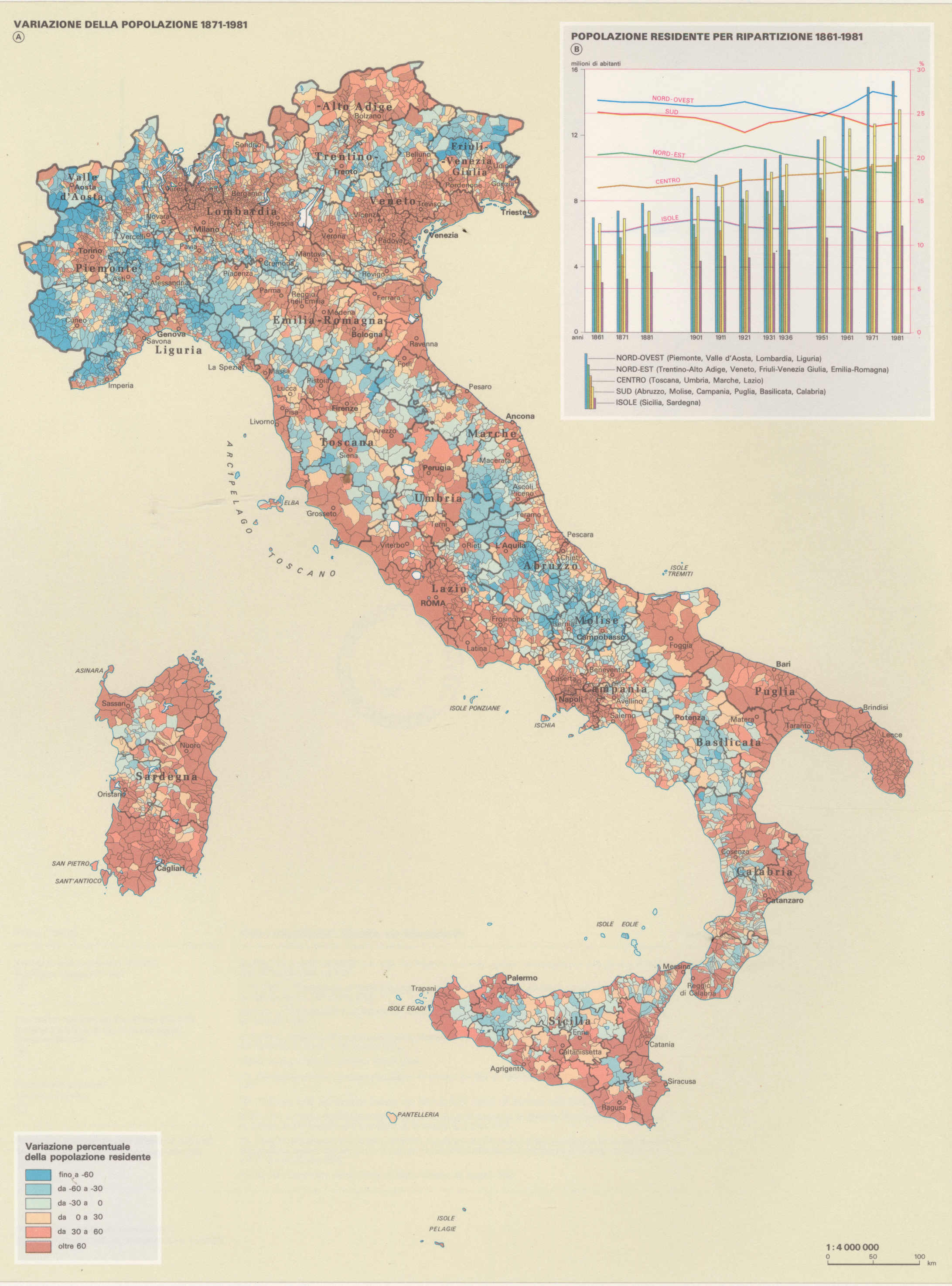
Variazione della popolazione in Italia fra il 1871 e il 1981

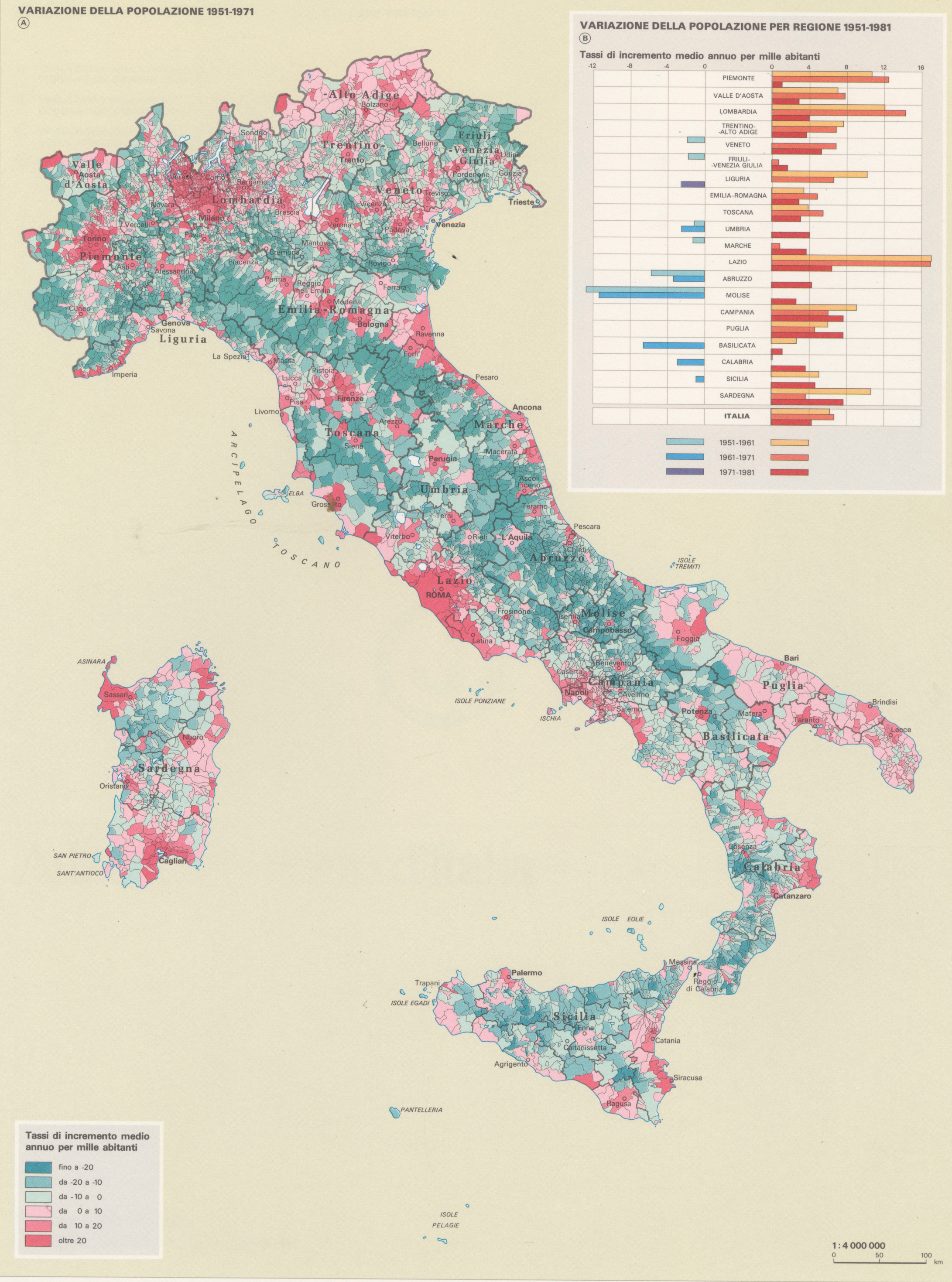
Variazione della popolazione in Italia fra il 1951 e il 1971

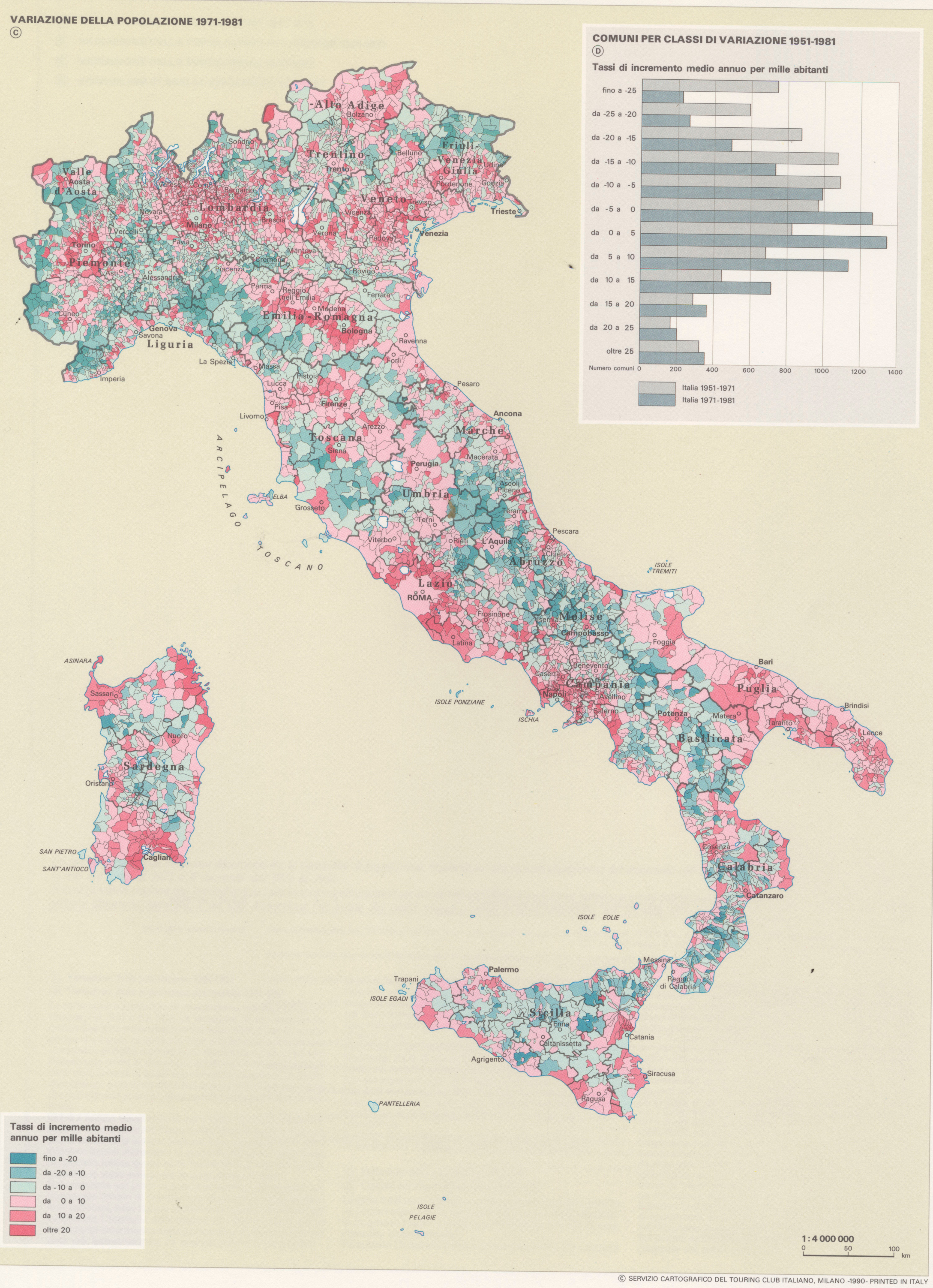
Variazione della popolazione in Italia fra il 1971 e il 1981

La tabella sotto riportata illustra la statistica demografica italiana circa i comuni e residenti, secondo l'ISTAT.
| Territorio            | Territorio                                 | Comuni     | Comuni     | Popolazione nei comuni | Popolazione nei comuni |
| Territorio            | Territorio                                 | Incremento | Decremento | Incremento             | Decremento             |
| --------------------- | ------------------------------------------ | ---------- | ---------- | ---------------------- | ---------------------- |
| Italia                | Italia                                     | 4.867      | 3.225      | 42.005.338             | 17.428.406             |
| Nord-ovest            | Nord-ovest                                 | 2.145      | 914        | 11.469.313             | 4.296.254              |
| Valle d'Aosta         | Totale                                     | 60         | 14         | 111.742                | 15.064                 |
| Piemonte              | Totale                                     | 717        | 489        | 3.555.239              | 808.677                |
| Piemonte              | Città metropolitana di Torino              | 224        | 91         | 1.960.886              | 286.894                |
| Piemonte              | Provincia di Vercelli                      | 38         | 48         | 107.636                | 69.305                 |
| Piemonte              | Provincia di Novara                        | 68         | 20         | 312.734                | 52.825                 |
| Piemonte              | Provincia di Cuneo                         | 147        | 103        | 532.496                | 53.882                 |
| Piemonte              | Provincia di Asti                          | 71         | 47         | 185.647                | 31.926                 |
| Piemonte              | Provincia di Alessandria                   | 105        | 85         | 304.280                | 122949                 |
| Piemonte              | Provincia di Biella                        | 32         | 50         | 49.699                 | 132.493                |
| Piemonte              | Provincia del Verbano-Cusio-Ossola         | 32         | 45         | 101.861                | 58.403                 |
| Liguria               | Totale                                     | 140        | 95         | 701.042                | 869.652                |
| Liguria               | Provincia di Imperia                       | 38         | 29         | 164.049                | 50.453                 |
| Liguria               | Provincia di Savona                        | 47         | 22         | 215.531                | 65.497                 |
| Liguria               | Città metropolitana di Genova              | 41         | 26         | 147.365                | 708.469                |
| Liguria               | Provincia della Spezia                     | 14         | 18         | 174.097                | 45.233                 |
| Lombardia             | Totale                                     | 1.228      | 316        | 7.101.290              | 2.602.861              |
| Lombardia             | Provincia di Varese                        | 125        | 16         | 743.825                | 128.061                |
| Lombardia             | Provincia di Como                          | 126        | 34         | 551.074                | 35.661                 |
| Lombardia             | Provincia di Sondrio                       | 47         | 31         | 137.288                | 43.526                 |
| Lombardia             | Città metropolitana di Milano              | 117        | 17         | 1.348.419              | 1.690.001              |
| Lombardia             | Provincia di Bergamo                       | 192        | 52         | 1.010.504              | 75.773                 |
| Lombardia             | Provincia di Brescia                       | 173        | 33         | 1.171.299              | 66.745                 |
| Lombardia             | Provincia di Pavia                         | 122        | 68         | 355.453                | 180.369                |
| Lombardia             | Provincia di Cremona                       | 91         | 24         | 260.046                | 97.577                 |
| Lombardia             | Provincia di Mantova                       | 53         | 17         | 312.210                | 96.126                 |
| Lombardia             | Provincia di Lecco                         | 77         | 13         | 317.760                | 18.550                 |
| Lombardia             | Provincia di Lodi                          | 54         | 7          | 213.051                | 10.704                 |
| Lombardia             | Provincia di Monza e della Brianza         | 51         | 4          | 680.361                | 159.768                |
| Nord-est              | 1.124                                      | 356        | 9.712.907  | 1.734.898              |                        |
| Trentino-Alto Adige   | Totale                                     | 284        | 49         | 988.069                | 41.406                 |
| Trentino-Alto Adige   | Provincia autonoma di Bolzano              | 104        | 12         | 490.893                | 13.750                 |
| Trentino-Alto Adige   | Provincia autonoma di Trento               | 180        | 37         | 497.176                | 27.656                 |
| Veneto                | Totale                                     | 443        | 138        | 3.798.248              | 1.058.962              |
| Veneto                | Provincia di Verona                        | 89         | 9          | 629.545                | 270.997                |
| Veneto                | Provincia di Vicenza                       | 100        | 21         | 794.043                | 65.162                 |
| Veneto                | Provincia di Belluno                       | 22         | 47         | 128.940                | 81.061                 |
| Veneto                | Provincia di Treviso                       | 91         | 4          | 805.629                | 71.161                 |
| Veneto                | Città metropolitana di Venezia             | 40         | 4          | 517.874                | 329.088                |
| Veneto                | Provincia di Padova                        | 85         | 19         | 839.983                | 81.378                 |
| Veneto                | Provincia di Rovigo                        | 16         | 34         | 82.234                 | 160.115                |
| Friuli-Venezia Giulia | Totale                                     | 133        | 85         | 809.408                | 409.577                |
| Friuli-Venezia Giulia | Provincia di Udine                         | 74         | 62         | 423.589                | 111.841                |
| Friuli-Venezia Giulia | Provincia di Gorizia                       | 21         | 4          | 95.281                 | 44.862                 |
| Friuli-Venezia Giulia | Provincia di Trieste                       | 1          | 5          | 885                    | 231.720                |
| Friuli-Venezia Giulia | Provincia di Pordenone                     | 37         | 14         | 289.657                | 21.154                 |
| Emilia-Romagna        | Totale                                     | 264        | 84         | 4.117.182              | 224.953                |
| Emilia-Romagna        | Provincia di Piacenza                      | 28         | 20         | 253.213                | 31.403                 |
| Emilia-Romagna        | Provincia di Parma                         | 28         | 19         | 392.984                | 34.450                 |
| Emilia-Romagna        | Provincia di Reggio nell'Emilia            | 39         | 6          | 507.053                | 10.263                 |
| Emilia-Romagna        | Provincia di Modena                        | 40         | 7          | 670.681                | 15.096                 |
| Emilia-Romagna        | Città metropolitana di Bologna             | 57         | 3          | 967.143                | 9.100                  |
| Emilia-Romagna        | Provincia di Ferrara                       | 12         | 14         | 262.925                | 90.556                 |
| Emilia-Romagna        | Provincia di Ravenna                       | 17         | 1          | 382.037                | 2.724                  |
| Emilia-Romagna        | Provincia di Forlì-Cesena                  | 21         | 9          | 367.620                | 23.118                 |
| Emilia-Romagna        | Provincia di Rimini                        | 22         | 5          | 313.526                | 8.243                  |
| Centro                | Centro                                     | 694        | 302        | 10.451.980             | 1.148.695              |
| Toscana               | Totale                                     | 204        | 83         | 3.171.574              | 500.628                |
| Toscana               | Provincia di Massa-Carrara                 | 9          | 8          | 111.815                | 87.835                 |
| Toscana               | Provincia di Lucca                         | 14         | 21         | 312.852                | 75.475                 |
| Toscana               | Provincia di Pistoia                       | 17         | 5          | 257.475                | 30.391                 |
| Toscana               | Città metropolitana di Firenze             | 39         | 5          | 884.416                | 88.729                 |
| Toscana               | Provincia di Livorno                       | 19         | 1          | 334.714                | 533                    |
| Toscana               | Provincia di Pisa                          | 32         | 7          | 301.855                | 109.335                |
| Toscana               | Provincia di Arezzo                        | 25         | 14         | 298.495                | 45.181                 |
| Toscana               | Provincia di Siena                         | 25         | 11         | 240.616                | 26.005                 |
| Toscana               | Provincia di Grosseto                      | 17         | 11         | 183.420                | 37.144                 |
| Toscana               | Provincia di Prato                         | 7          | 0          | 245.916                | 0                      |
| Umbria                | Totale                                     | 71         | 21         | 838.530                | 45.738                 |
| Umbria                | Provincia di Perugia                       | 45         | 14         | 639.490                | 16.354                 |
| Umbria                | Provincia di Terni                         | 26         | 7          | 199.040                | 29.384                 |
| Marche                | Totale                                     | 151        | 88         | 1.218.497              | 322.822                |
| Marche                | Provincia di Pesaro e Urbino               | 45         | 15         | 329.347                | 33.236                 |
| Marche                | Provincia di Ancona                        | 39         | 10         | 324.106                | 149759                 |
| Marche                | Provincia di Macerata                      | 33         | 24         | 286.794                | 32.813                 |
| Marche                | Provincia di Ascoli Piceno                 | 14         | 19         | 126.688                | 83.719                 |
| Marche                | Provincia di Fermo                         | 20         | 20         | 151.562                | 23.295                 |
| Lazio                 | Totale                                     | 268        | 110        | 5.223.379              | 279.507                |
| Lazio                 | Provincia di Viterbo                       | 47         | 13         | 288.097                | 24.767                 |
| Lazio                 | Provincia di Rieti                         | 43         | 30         | 129.686                | 25.478                 |
| Lazio                 | Città metropolitana di Roma Capitale       | 105        | 16         | 3.978.928              | 18.537                 |
| Lazio                 | Provincia di Latina                        | 26         | 7          | 513.898                | 30.834                 |
| Lazio                 | Provincia di Frosinone                     | 47         | 44         | 312.770                | 179.891                |
| Sud                   | Sud                                        | 637        | 1.153      | 6.920.184              | 7.057.247              |
| Abruzzo               | Totale                                     | 107        | 198        | 887.539                | 419.770                |
| Abruzzo               | Provincia dell'Aquila                      | 39         | 69         | 127.285                | 171.058                |
| Abruzzo               | Provincia di Teramo                        | 25         | 22         | 262.108                | 44.241                 |
| Abruzzo               | Provincia di Pescara                       | 18         | 28         | 270.164                | 44.497                 |
| Abruzzo               | Provincia di Chieti                        | 25         | 79         | 227.982                | 159.974                |
| Molise                | Totale                                     | 32         | 104        | 126.489                | 187.171                |
| Molise                | Provincia di Campobasso                    | 20         | 64         | 83.085                 | 143.334                |
| Molise                | Provincia di Isernia                       | 12         | 40         | 43.404                 | 43.837                 |
| Campania              | Totale                                     | 266        | 285        | 3.011.432              | 2.755.378              |
| Campania              | Provincia di Caserta                       | 61         | 43         | 692.645                | 212.276                |
| Campania              | Provincia di Benevento                     | 29         | 49         | 104.143                | 180.757                |
| Campania              | Città metropolitana di Napoli              | 63         | 29         | 1.268.971              | 1.785.985              |
| Campania              | Provincia di Avellino                      | 50         | 69         | 248.860                | 180.297                |
| Campania              | Provincia di Salerno                       | 63         | 95         | 696.813                | 396.063                |
| Puglia                | Totale                                     | 115        | 143        | 1.966.722              | 2.085.844              |
| Puglia                | Provincia di Foggia                        | 10         | 51         | 77.757                 | 548.315                |
| Puglia                | Città metropolitana di Bari                | 29         | 12         | 652.374                | 594.929                |
| Puglia                | Provincia di Taranto                       | 20         | 9          | 287.154                | 297.495                |
| Puglia                | Provincia di Brindisi                      | 10         | 10         | 175.579                | 225.222                |
| Puglia                | Provincia di Lecce                         | 42         | 55         | 469.047                | 332.971                |
| Puglia                | Provincia di Barletta-Andria-Trani         | 4          | 6          | 304.811                | 86.912                 |
| Basilicata            | Totale                                     | 18         | 113        | 191.020                | 387.016                |
| Basilicata            | Provincia di Potenza                       | 13         | 87         | 89.217                 | 288.718                |
| Basilicata            | Provincia di Matera                        | 5          | 26         | 101.803                | 98.298                 |
| Calabria              | Totale                                     | 99         | 310        | 736.982                | 1.222.068              |
| Calabria              | Provincia di Cosenza                       | 39         | 116        | 264.812                | 449.218                |
| Calabria              | Provincia di Catanzaro                     | 28         | 52         | 97.657                 | 262.184                |
| Calabria              | Città metropolitana di Reggio Calabria     | 17         | 80         | 298.476                | 252.491                |
| Calabria              | Provincia di Crotone                       | 6          | 21         | 47.686                 | 123.117                |
| Calabria              | Provincia di Vibo Valentia                 | 9          | 41         | 28.351                 | 135.058                |
| Isole                 | Isole                                      | 267        | 500        | 3.450.954              | 3.191.312              |
| Sicilia               | Totale                                     | 166        | 224        | 2.661.440              | 2.341.464              |
| Sicilia               | Libero consorzio comunale di Trapani       | 14         | 10         | 310.558                | 119.359                |
| Sicilia               | Città metropolitana di Palermo             | 36         | 46         | 434.214                | 809.371                |
| Sicilia               | Città metropolitana di Messina             | 39         | 69         | 259.683                | 390.141                |
| Sicilia               | Libero consorzio comunale di Agrigento     | 9          | 34         | 256.258                | 190.579                |
| Sicilia               | Libero consorzio comunale di Caltanissetta | 5          | 17         | 200.592                | 72.507                 |
| Sicilia               | Libero consorzio comunale di Enna          | 4          | 16         | 49.656                 | 123.795                |
| Sicilia               | Città metropolitana di Catania             | 38         | 20         | 637.030                | 441.736                |
| Sicilia               | Libero consorzio comunale di Ragusa        | 10         | 2          | 301.166                | 6.326                  |
| Sicilia               | Libero consorzio comunale di Siracusa      | 11         | 10         | 212.283                | 187.650                |
| Sardegna              | Totale                                     | 101        | 276        | 789.514                | 849.848                |
| Sardegna              | Provincia di Sassari                       | 17         | 49         | 240.503                | 87.540                 |
| Sardegna              | Provincia di Nuoro                         | 7          | 45         | 37.232                 | 121.965                |
| Sardegna              | Città metropolitana di Cagliari            | 29         | 42         | 305.033                | 245.547                |
| Sardegna              | Provincia di Oristano                      | 19         | 69         | 60.207                 | 103.709                |
| Sardegna              | Provincia di Olbia-Tempio                  | 15         | 11         | 102.421                | 48.080                 |
| Sardegna              | Provincia dell'Ogliastra                   | 7          | 16         | 24.773                 | 32.556                 |
| Sardegna              | Provincia del Medio Campidano              | 1          | 27         | 5.321                  | 95.935                 |
| Sardegna              | Provincia di Carbonia-Iglesias             | 6          | 17         | 14.024                 | 114.516                |

## Città principali

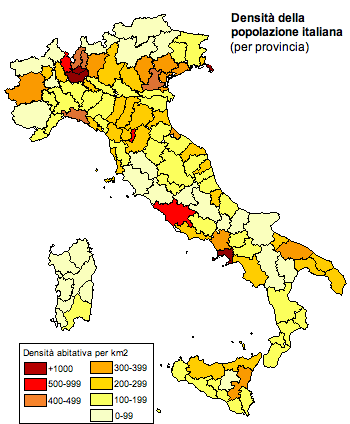
Densità della popolazione italiana per provincia

| 1ª  | Roma    | 2.755.309 |
| 2ª  | Milano  | 1.358.420 |
| 3ª  | Napoli  | 917.510   |
| 4ª  | Torino  | 847.398   |
| 5ª  | Palermo | 632.499   |
| 6ª  | Genova  | 561.191   |
| 7ª  | Bologna | 389.200   |
| 8ª  | Firenze | 362.742   |
| 9ª  | Bari    | 316.736   |
| 10ª | Catania | 299.730   |

|  |  |  |  |  |

|  |  |  |  |  |

## Evoluzione storica
Prima dell’ascesa di Roma la popolazione italiana contava 3/4 milioni di abitanti e sul territorio erano presenti popoli molto diversi: circa 130.000 Lucani, 450.000 Messapi, 200.000 Bruzi, 200.000 Campani, 300.000 Sanniti, 250.000 Osci, 600.000 Etruschi, 1 milione di cittadini greci e 270.000 Romani.
All'epoca dell'Impero Romano, la popolazione italiana arrivò sotto Augusto a 8 milioni di abitanti e raggiunse i 10 milioni nel II secolo d.C.; in seguito alla peste Antonina la popolazione della penisola italica diminuì.

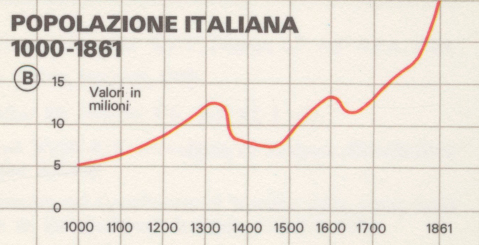
Andamento della popolazione italiana dal 1000 al 1861 (Atlante tematico d'Italia, Touring Club Italiano, 1992)

Dopo la caduta dell'impero Romano d'Occidente e specialmente dopo la guerra greco-gotica in Italia ci fu un grande calo demografico, soprattutto nell’Italia centrale, che divenne scarsamente abitata: Roma alla fine del V secolo aveva 30.000 abitanti, numero rimasto invariato fino al XII secolo. Per tutto l’Alto Medioevo la popolazione nel complesso si mantenne tra i 4 e gli 6 milioni con una maggiore urbanizzazione rispetto all’Europa dell’epoca e con una concentrazione di piccoli borghi nella pianura Padana.
Successivamente l’Italia attraversò tre cicli demografici.
- Dall’anno Mille fino al 1340-1350: un forte aumento della popolazione la portò da circa 5 milioni a 12,5 milioni.
- Dal 1350 al 1660: dopo la peste la popolazione italiana crebbe da 7 milioni fino ai 13 milioni all’inizio del Seicento, per poi scendere per le pestilenze del 1629-1630 e del 1656-1659 a 10 milioni. 
- Dal 1660: da dopo l’ultima pestilenza il numero di abitanti è cresciuto da 10 milioni fino a 18 milioni nell’Ottocento e a 33 milioni nel 1900.

### Mortalità
Oggi il tasso di mortalità nei paesi dell’Europa occidentale è intorno al 10 per mille. Prima dell’Ottocento esso si collocava tra il 30 e il 40 per mille. In Italia era particolarmente elevato e superava di 5 punti per mille quello dei paesi scandinavi e dell’Inghilterra. La mortalità infantile, oggi intorno al 5 per mille nell’Europa Occidentale, raggiungeva 200-300, specie in Italia, anche se scese tra il 1640 e il 1730 per poi aumentare a oltre il 300 per mille fino ai primi decenni dell’Ottocento (in questo periodo il Veneto raggiunse il 400 per mille). Dall’Ottocento a oggi è in diminuzione. Al momento dell’Unità d’Italia era del 212 per mille, la più alta in Europa dopo la Russia (272 per mille). L’alta mortalità implicava una bassa speranza di vita: 27 anni nel Seicento e 33 anni nell'Ottocento. Per le condizioni igienico-sanitarie la mortalità era più elevata nelle città (più di 300 per mille) che nelle campagne (200 per mille), con la speranza di vita di 27 anni in città e 37 anni in campagna. Solo grazie all’immigrazione, valutata in 8-9 per mille dell’intera popolazione ogni anno, poteva consentire alle città di mantenere immutato il numero di abitanti.
Le cause di una mortalità così alta sono i virus e batteri trasmissibili per contatto diretto e indiretto, le epidemie e malattie dovute alla malnutrizione come la pellagra, le carestie e le malattie endemiche. Le epidemie avevano una cadenza ciclica portando a numerosi decessi. Le principali furono la peste che dal 1348 e il 1772 colpi l’Italia 31 volte, una ogni quattordici anni, e nell’Ottocento il colera che interessò l'italia solo durante questo secolo sei volte. Altre malattie, come la malaria, erano endemiche in certe zone. Le carestie rappresentavano la seconda causa di mortalità che di solito non saliva lo stesso anno della carestia ma l’anno seguente e si stabilizzava solo dopo 5-6 anni.

### Natalità
Per garantire un aumento della popolazione, la natalità nel passato era molto più alta di oggi; in Europa Occidentale si attestava sui 30-40 nati per mille. L'Italia tra il 1756-1870 aveva il tasso intorno a 35, così da garantire un aumento stabile del 5 per mille. C’erano differenze tra classi sociali e zone: infatti il tasso era più alto in città e tra le classi meno abbienti e diminuiva in montagna. Questo consentiva la crescita anche laddove la mortalità era più elevata.
Uno dei fattori della riproduttività era l’età nuziale: più era bassa, più erano i figli per coppia. In Italia variò molto nel corso del tempo. Nel Quattrocento, dopo la peste, l’età media delle donne era di 18 anni, per gli uomini una decina d’anni in più. Salì per le donne a 23 anni nel Cinquecento e a 26,5 anni nella prima metà del Seicento. In seguito alla flessione della popolazione dovuta alle epidemie di peste l’età nuziale scese a 24 anni nel Settecento e a 23 nell’Ottocento, favorendo così un rapido aumento.
Per valutare la capacità riproduttiva in Italia tra il 1500-1700 si può esaminare il ciclo vitale di una generazione femminile. Su 1000 nate soltanto la metà raggiungeva in media l’età di 15 anni. Di queste 500 quelle che sopravvivevano all’età del matrimonio erano 467-438, di cui le feconde erano da 420 a 394. Di queste solo 270-280 arrivano alla menopausa. A causa dell’alta mortalità, l’impegno riproduttivo delle singole donne doveva essere elevato. Ciò comportava che il tasso lordo di riproduttività, cioè il numero di figlie, era di 2,7-2,8 per donna e il tasso di fertilità, cioè il numero di figli, doveva essere in media di 5,6-5,8. Questo valeva per le donne che si sposavano nell’eta media di nuzialità, mentre chi si sposava precocemente doveva avere in media 8 figli.

### Evoluzione urbana
Nell’Italia pre romana erano presenti diverse città, specialmente nella Magna Grecia e nei territori degli etruschi.
All'epoca dell'Impero Romano Roma divenne la più grande città d'Italia e del mondo, con oltre un milione di abitanti. I centri urbani era molto molto numerosi, anche se la maggior parte di essi contava poche migliaia di abitanti e aveva un compito prettamente politico-amministrativo.
Dopo la caduta di Roma nel V secolo, la popolazione italiana si ridusse di circa un quinto e il calo fu ancora più pronunciato nel VI secolo con una diminuzione del 32%; molte città persero abitanti e molte altre scomparvero. Roma, che nell’alto Medioevo era una delle città più grandi dell’Europa cristiana, aveva circa 20.000 abitanti.
La crisi urbana comportò il declino di tutte le città dell’Europa cristiana. In Italia il calo era stato meno drastico che in altre zone, specialmente nel Meridione. Intorno all’anno mille i più grandi centri urbani italiani raggiungevano 10.000-20.000 abitanti. L'estensione era quasi sempre modesta, coprivano pochi ettari: Verona 35, Pavia 25, Lucca 39, Pisa 30, Milano 100, Napoli e Palermo 200. La più popolosa era Palermo, visto che era dentro le reti commerciali arabe e bizantine.
Con la rinascita dell’età comunale, le città del Centro-Nord crebbero ad un ritmo estremamente elevato. Nel 1300 si raggiunse il tasso di urbanizzazione del 21% calcolando i centri urbani con più di 5.000 abitanti, e del 18,5% prendendo in considerazione solo quelli con più di 10.000 abitanti. Questi risultati, molto elevati per l’epoca, resero questa parte d’Italia la macro regione con il più alto tasso di urbanizzazione d’Europa per tutto il Medioevo e l’Umanesimo (la media dell’Europa occidentale era del 9% e molte regioni come le isole britanniche raggiungevano appena il 5%). Anche le dimensioni delle città italiane era molto più grandi rispetto all’estero.
Anche nel Meridione i tassi di urbanizzazione in questo periodo incrementarono fino al 18% per le città con più di 5.000 abitanti e al 9% per quelle con più di 10.000 abitanti. Bisogna tener conto, però, che molte di queste città, specialmente le prime, erano dei grandi borghi agrari e avevano quindi un tessuto urbano molto diverso rispetto al Centro-Nord.
In seguito alla peste ci fu una contrazione di circa il 50% dei tassi di urbanizzazione in tutta Europa, e ci volle un secolo per tornare ai tassi di urbanizzazione del Trecento.

Durante questo periodo, con il rafforzamento degli stati regionali e specialmente nel Regno di Napoli, ci fu un cambiamento delle gerarchie urbane: la perdita delle funzioni dei piccoli centri portò alla scomparsa del policentrismo che aveva caratterizzato le città durante l’età comunale. Così nel Centro-Nord si distinsero quattro città per popolazione: Milano, Venezia, Firenze e Genova, mentre nel Sud Napoli crebbe sempre di più a scapito delle città minori che persero potere e funzioni. In Sicilia questo processo fu molto più blando.

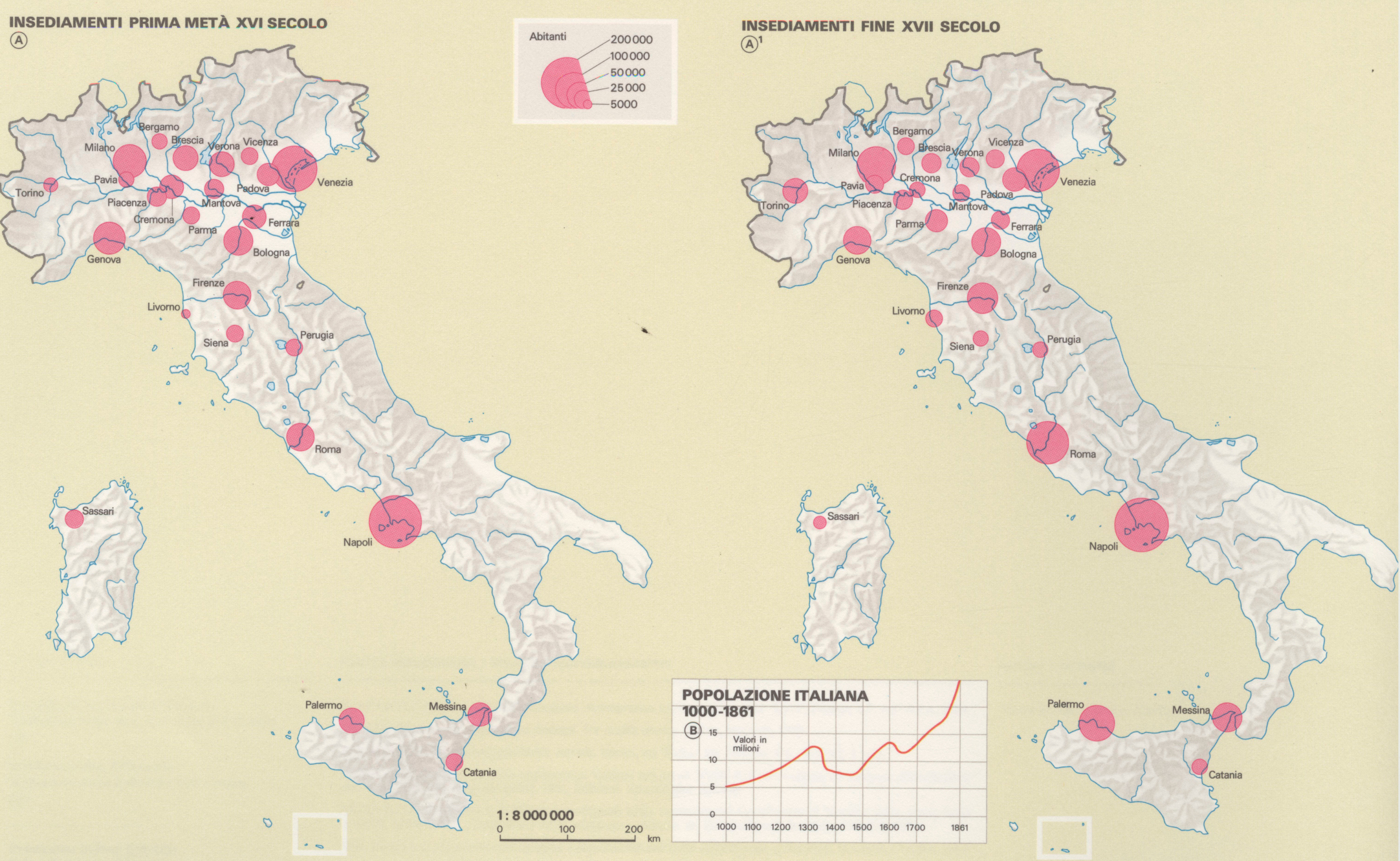
Insediamenti in Italia nella prima metà del XVI secolo e fine XVII secolo (Atlante tematico d'Italia, Touring Club Italiano, 1992)

Dopo il Rinascimento la crescita del reddito pro capite in Italia si fece prima stagnante e poi andò in declino, e così anche il peso delle città: la diminuzione della differenza tra il salario nei centri urbani e quello nelle campagne non incentivava la migrazione verso le città. Nel Centro-Nord il tasso di urbanizzazione restò compreso tra il 20% e il 17% e fu superato da diverse regioni europee. Nel Meridione dopo il 1300 si rafforzò il potere della baronia, con il conseguente cambiamento del tessuto urbano. Il peso di Palermo e specialmente di Napoli continuò a crescere. Grazie a Napoli, per tutto il Settecento e l’Ottocento la percentuale della popolazione del Sud si mantenne tra il 7% e il 9%. Nelle campagne le famiglie di braccianti che lavoravano a giornata la terra dei possidenti diventavano sempre più numerose, e i paesi in cui vivevano crebbero fortemente portando ad un aumento del numero degli abitanti delle città, specialmente quelle con più di 5.000 abitanti che, partendo da un tasso di urbanizzazione del 21% del 1500, raggiunsero il 28% tra il 1600 e il 1700, il 35% nel 1800 e il 41% nel 1861. Se non tenessimo conto del fatto che molti di questi erano grandi borghi agrari con un tessuto urbano molto diverso da altre aree europee, alcune regioni del Sud come la Sicilia avrebbero il tasso di urbanizzazione più alto del mondo.
Alla fine dell'Ottocento, a causa della diffusa povertà sia al Meridione che in aree depresse del Settentrione, iniziò una massiccia emigrazione verso le Americhe e verso Paesi europei più industrializzati. Il successivo sviluppo del triangolo industriale nel Nord Italia portò nei decenni successivi ad un forte aumento della popolazione della zona formata dalle città di Milano, Torino e Genova. Per quest'ultima, tuttavia, dal 1920 al 1930 l'aumento derivò principalmente dall'unificazione di Genova con i comuni limitrofi, che la fece espandere e portò alla creazione della cosiddetta Grande Genova.

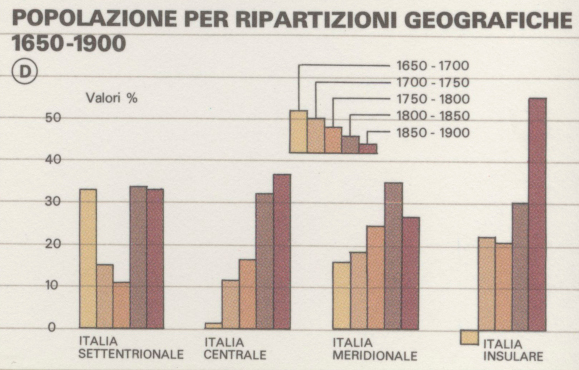
Popolazione in Italia per ripartizioni geografiche (nord, centro, sud, isole) dal 1650 al 1900 (Atlante tematico d'Italia, Touring Club Italiano, 1992)

Durante il ventennio fascista il regime mise in campo varie iniziative a supporto della crescita demografica, ma la forte propaganda volta ad incrementare la natalità ebbe scarsi risultati e riuscì a bloccare solo in parte l’emigrazione italiana, inibita anche dalle restrizioni in materia di rilascio dei documenti di viaggio.
Nel dopoguerra, anche grazie al boom economico, si registrò un notevole aumento della popolazione, arrestatosi negli anni Ottanta. I periodi di stagnazione, che si sono susseguiti fino agli inizi degli anni Novanta, in seguito hanno causato l'inizio di un decremento, in parallelo ad un massiccio incremento dell’immigrazione verso l'Italia. Questa situazione continua ancora oggi.
La tabella seguente riassume l'evoluzione storica della popolazione residente nelle maggiori città italiane tra il 1000 ed il 2010 (in migliaia).

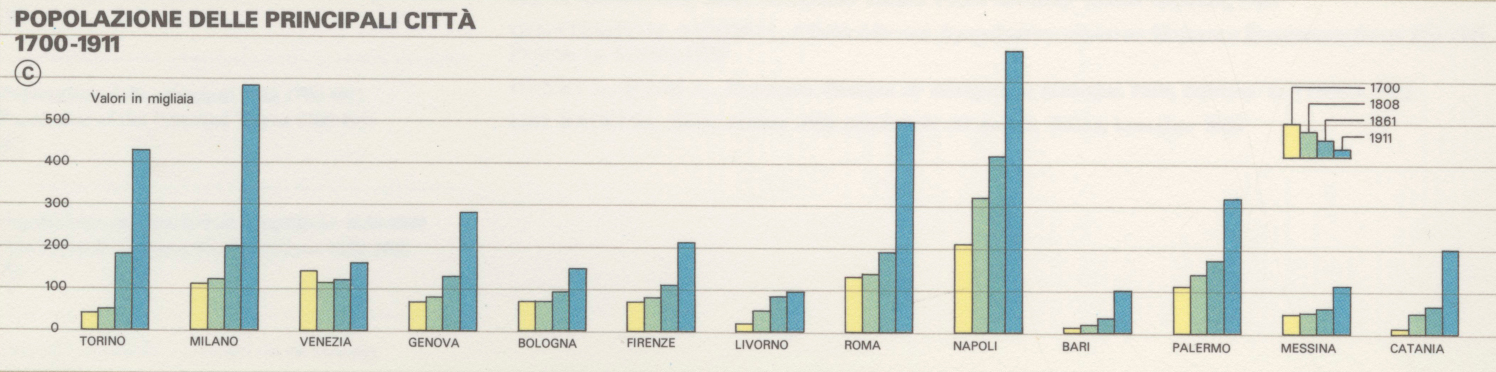
Popolazione delle principali città in Italia dal 1700 al 1911 (Atlante tematico d'Italia, Touring Club Italiano, 1992)

|         | 1000 | 1200 | 1300 | 1400 | 1500 | 1600 | 1700 | 1800 | 1850 | 1860 | 1870 | 1880 | 1900 | 1910 | 1920 | 1930 | 1940 | 1950 | 1960 | 1970 | 1980 | 1990 | 2000 | 2010 |
| ------- | ---- | ---- | ---- | ---- | ---- | ---- | ---- | ---- | ---- | ---- | ---- | ---- | ---- | ---- | ---- | ---- | ---- | ---- | ---- | ---- | ---- | ---- | ---- | ---- |
| Genova  | 4    | 30   | 60   | 50   | 70   | 65   | 64   | 91   | 120  | 129  | 130  | 180  | 235  | 272  | 316  | 608  | 635  | 648  | 784  | 812  | 760  | 679  | 610  | 610  |
| Torino  |      |      | 7    | 5    | 6    | 22   | 44   | 78   | 135  | 178  | 208  | 254  | 336  | 427  | 502  | 597  | 629  | 711  | 1206 | 1178 | 1104 | 963  | 865  | 910  |
| Milano  |      |      | 150  | 100  | 100  | 120  | 109  | 135  | 242  | 242  | 262  | 322  | 493  | 579  | 836  | 992  | 1116 | 1260 | 1583 | 1724 | 1635 | 1369 | 1256 | 1307 |
| Venezia | 45   | 70   | 110  | 85   | 102  | 140  | 138  | 135  |      | 114  | 150  | 155  | 180  | 210  | 220  | 240  | 250  | 270  | 330  | 360  | 330  | 275  | 270  | 268  |
| Trieste |      |      |      |      |      | 10   | 22   | 29   | 63   | 64   | 70   | 74   | 134  | 229  | 239  | 250  | 248  | 272  | 272  | 271  | 252  | 231  | 211  | 202  |
| Bologna |      |      | 32   |      | 70   | 46   | 63   | 68   | 73   | 116  | 118  | 126  | 153  | 179  | 212  | 249  | 281  | 340  | 444  | 490  | 459  | 404  | 371  | 371  |
| Firenze | 15   | 60   | 110  | 37   | 50   | 75   | 72   | 81   |      | 114  | 155  | 200  | 205  | 248  | 250  | 285  | 350  | 390  | 446  | 450  | 448  | 400  | 355  | 355  |
| Roma    | 35   | 30   | 30   | 30   | 55   | 98   | 144  | 163  | 175  | 184  | 244  | 300  | 463  | 542  | 692  | 1008 | 1156 | 1652 | 2188 | 2800 | 2831 | 2775 | 2664 | 2744 |
| Napoli  | 30   | 35   | 33   | 30   | 150  | 250  | 280  | 427  | 449  | 417  | 449  | 494  | 564  | 723  | 722  | 839  | 866  | 1011 | 1183 | 1233 | 1211 | 1067 | 1005 | 990  |
| Bari    |      |      | 13   | 6    | 6    | 12   | 18   | 35   | 45   | 50   | 52   | 70   | 100  | 125  | 150  | 190  | 250  | 265  | 320  | 350  | 365  | 345  | 320  | 324  |
| Catania |      |      | 10   | 6    | 14   | 15   | 16   | 45   |      | 65   | 90   | 100  | 150  | 210  | 250  | 240  | 265  | 300  | 360  | 400  | 370  | 346  | 320  | 313  |
| Palermo | 350  | 150  | 50   | 20   | 50   | 105  | 135  | 139  | 180  | 186  | 219  | 245  | 310  | 342  | 394  | 390  | 412  | 491  | 588  | 651  | 700  | 688  | 686  | 656  |

## Previsioni

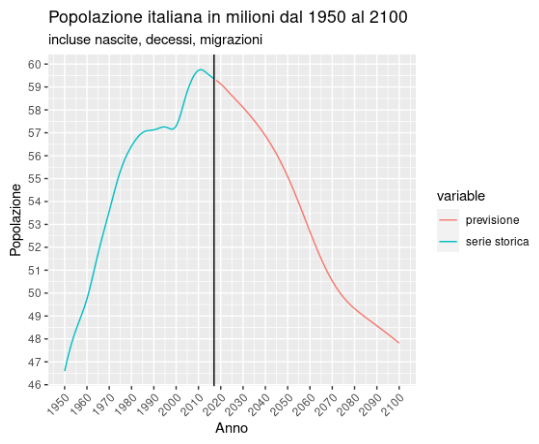
Fonte :[https://ourworldindata.org/grapher/population-by-age-group-to-2100?country=~OWID_WRL OurWorldInData

Le previsioni sulla popolazione vengono generalmente corrette al ribasso. Le ultime, del 2023, prospettano un calo di 3 milioni di abitanti nei prossimi 20 anni.
Secondo le stime elaborate dall'Istat nel 2011 per i successivi 50 anni, la popolazione residente in Italia sarebbe dovuta aumentare fino a toccare un massimo di 63,9 milioni attorno al 2040, per poi cominciare a diminuire. La crescita sarebbe stata peraltro interamente dovuta ad un saldo migratorio positivo, con il numero di stranieri residenti che sarebbe costantemente incrementato fino a superare i 14 milioni nel 2065. Stando alle previsioni del 2017, invece, la popolazione italiana sarebbe arrivata a 58,7 milioni nel 2045 e a 53,8 milioni nel 2065 (scenario mediano). In ogni caso, le future nascite (il tasso di fecondità inizialmente era stato dato in rialzo, a 1,59 figli per donna nel 2065) non sarebbero state sufficienti a compensare il numero sempre crescente dei decessi. Nel breve termine il saldo naturale avrebbe toccato -200.000 unità, per poi allargarsi a -300.000 e a -400.000 persone nel lungo termine.

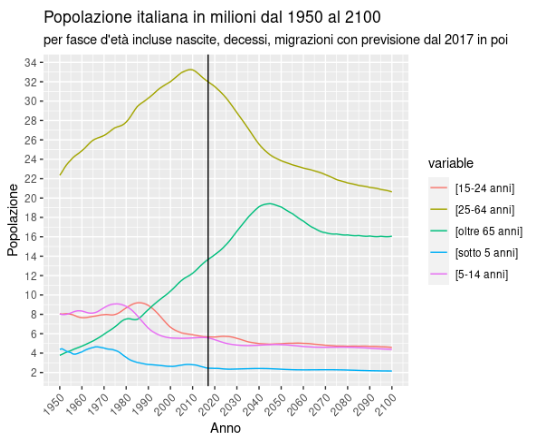
Fonte :[https://ourworldindata.org/grapher/population-by-age-group-to-2100?country=~OWID_WRL OurWorldInData

Secondo le previsioni ONU del 2017, nello scenario intermedio la popolazione residente avrebbe iniziato a calare già dal 2017, riducendosi a circa 53,3 milioni nel 2065 e a circa 49,6 milioni nel 2100. Secondo i ricercatori dell'Institute for Health Metrics and Evaluation dell'Università di Washington, scenderà a 28 milioni nel 2100.
Tutte le stime risultano superiori ai dati effettivi, con una popolazione a fine anno 2023 paragonabile alla previsione ISTAT 2017 per l'anno 2045.
| Anno | Stime ISTAT 2011     | Stime ISTAT 2017     | Stime ONU |
| ---- | -------------------- | -------------------- | --------- |
| 2020 | 62,5                 | 60,4                 | 59,7      |
| 2025 | 63,1                 | 60,2                 | 59,5      |
| 2030 | 63,5                 | 60,0                 | 59,1      |
| 2035 | 63,8                 | 59,7                 | 58,6      |
| 2040 | 63,9                 | 59,3                 | 58,1      |
| 2045 | 63,8                 | 58,7                 | 57,4      |
| 2050 | 63,5                 | 57,8                 | 56,5      |
| 2055 | 63,0                 | 56,6                 | 55,5      |
| 2060 | 62,3                 | 55,1                 | 54,4      |
| 2065 | 61,3                 | 53,8                 | 53,3      |
| 2070 | Dato non disponibile | Dato non disponibile | 52,3      |
| 2075 | Dato non disponibile | Dato non disponibile | 51,6      |
| 2080 | Dato non disponibile | Dato non disponibile | 51,1      |
| 2085 | Dato non disponibile | Dato non disponibile | 50,7      |
| 2090 | Dato non disponibile | Dato non disponibile | 50,3      |
| 2095 | Dato non disponibile | Dato non disponibile | 50,0      |
| 2100 | Dato non disponibile | Dato non disponibile | 49,6      |

## Flussi migratori

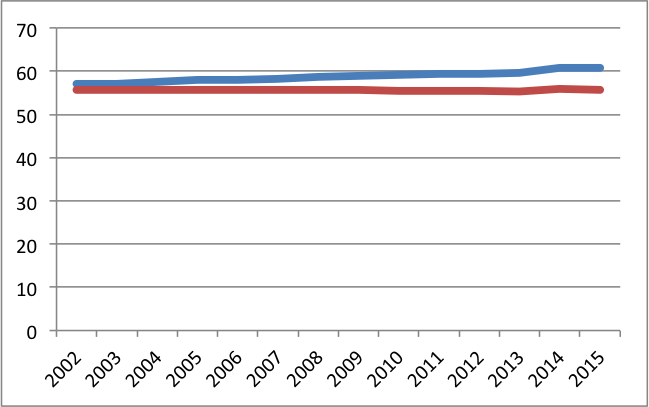
Grafico della popolazione residente in Italia tra il 2002 ed il 2015. La linea blu indica il totale della popolazione residente, la linea rossa i residenti con cittadinanza italiana. Risulta evidente la crescita della componente straniera.

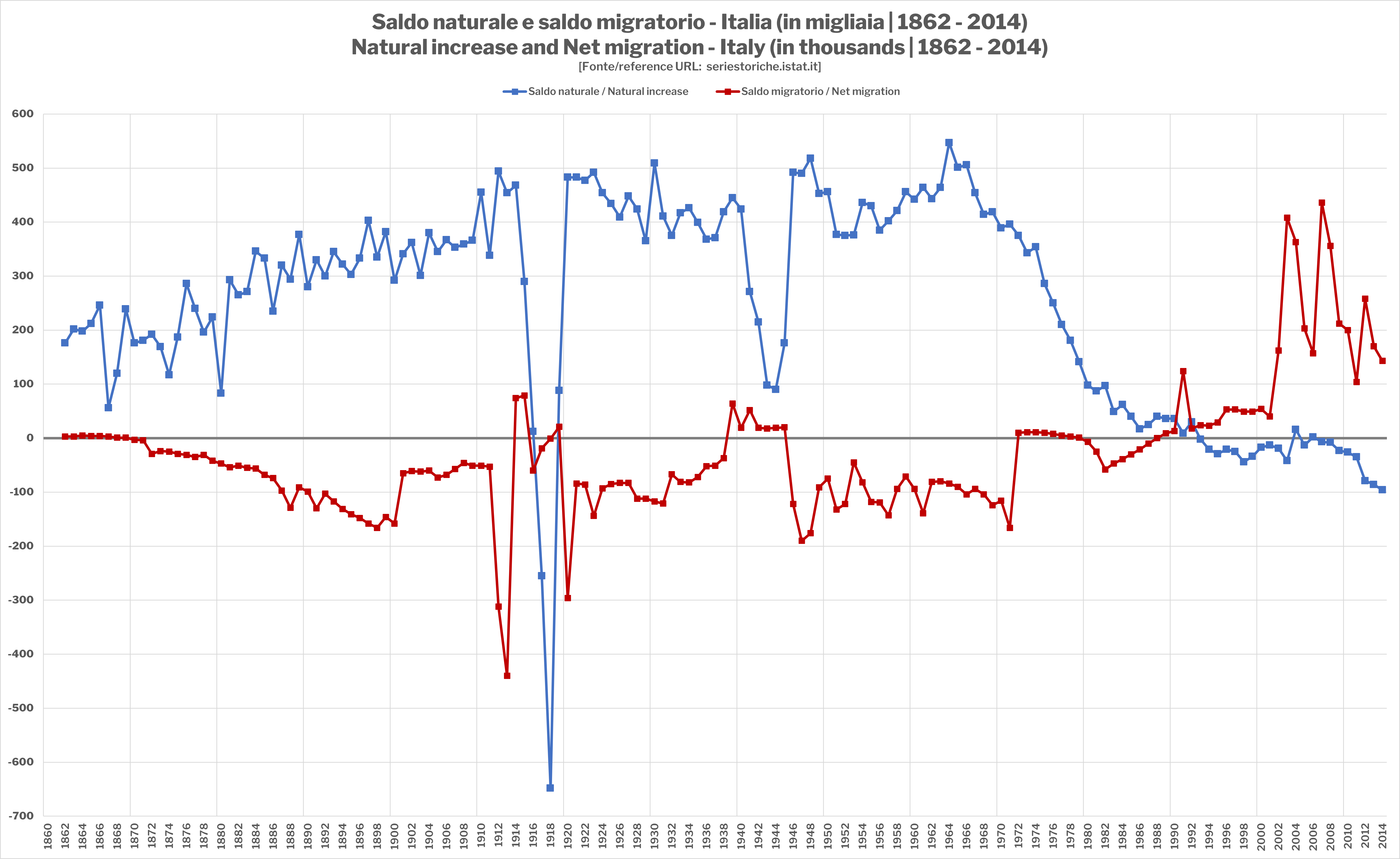
Saldo migratorio dell'Italia (in rosso), dal 1862 ad oggi. Fonte: ISTAT.

Negli ultimi anni la popolazione residente in Italia è diminuita di quasi 2.000.000 di unità (da 60.795.612 a fine 2014 a 58.850.717 a fine 2022, cioè in soli 8 anni). Come risulta dai dati FAO, è stata sostanzialmente stabile durante gli anni Ottanta e ricominciò ad aumentare a partire dagli anni Novanta. Nei primi anni del secolo corrente la crescita è stata più pronunciata, causata quasi esclusivamente dall'immigrazione, in quanto il saldo naturale è stato o negativo o di poco superiore a 0. Quindi quello che decresce è il tasso di natalità della popolazione autoctona, tendenza che peraltro finisce per coinvolgere anche gli immigrati di seconda generazione. A questo bisogna aggiungere l'emigrazione all'estero di residenti (sia cittadini italiani che stranieri). È da tener presente che molti cittadini italiani che emigrano all'estero continuano a mantenere, spesso anche per diversi anni, la residenza ufficiale in Italia, il che produce una sottostima della dimensione del fenomeno emigratorio calcolato attraverso l'Anagrafe degli italiani residenti all'estero. Nonostante ciò, dal 2012 il flusso verso l'estero di cittadini italiani supera ogni anno 100.000 persone..
Al 31 dicembre 2013, secondo l'ISTAT, gli immigrati regolari in Italia costituivano l'8,1% della popolazione (4.922.085 persone), con una distribuzione diseguale sul territorio nazionale (superiore al 10% nel Centro-Nord, poco oltre il 3% al Mezzogiorno). Sei anni dopo, al 31 dicembre 2019, l'ISTAT riporta il numero di stranieri residenti in Italia all'8,8% della popolazione (5.306.548 persone): l'11% nel Centro-Nord e 4,4% nel mezzogiorno.
| Anno | al 1/1     | al 31/12   | Saldo naturale | Saldo migratorio |
| ---- | ---------- | ---------- | -------------- | ---------------- |
| 2002 | 56.987.507 | 57.130.506 | -19.195        | +173.418         |
| 2003 | 57.130.506 | 57.495.900 | -42.405        | +407.521         |
| 2004 | 57.495.900 | 57.874.753 | +15.941        | +379.717         |
| 2005 | 57.874.753 | 58.064.214 | -13.282        | +260.644         |
| 2006 | 58.064.214 | 58.223.744 | +2.118         | +222.410         |
| 2007 | 58.223.744 | 58.652.875 | -6.868         | +492.823         |
| 2008 | 58.652.875 | 59.000.586 | -8.467         | +453.765         |
| 2009 | 59.000.586 | 59.190.143 | -22.806        | +362.343         |
| 2010 | 59.190.143 | 59.364.690 | -25.544        | +380.085         |
| 2011 | 59.364.690 | 59.394.207 | -46.817        | +303.329         |
| 2012 | 59.394.207 | 59.685.227 | -78.697        | +369.717         |
| 2013 | 59.685.227 | 60.782.668 | -86.436        | +1.183.877       |
| 2014 | 60.782.668 | 60.795.612 | -95.768        | +108.712         |
| 2015 | 60.795.612 | 60.665.551 | -161.791       | +31.730          |
| 2016 | 60.665.551 | 60.589.445 | -141.823       | +65.717          |
| 2017 | 60.589.445 | 60.483.973 | -190.910       | +85.438          |
| 2018 | 60.483.973 | 60.359.546 | -193.386       | +68.959          |
| 2019 | 60.359.546 | 60.244.639 | -214.262       | +25.541          |

### Ripartizione degli stranieri per nazionalità
|                       | 2004      | 2005      | 2006      | 2007      | 2008      | 2009      | 2010      | 2013      | 2014      | 2015      | 2016      | 2017      | 2018      |
| --------------------- | --------- | --------- | --------- | --------- | --------- | --------- | --------- | --------- | --------- | --------- | --------- | --------- | --------- |
| Totale                | 1.990.159 | 2.402.157 | 2.670.514 | 2.938.922 | 3.432.651 | 3.891.295 | 4.235.059 | 4.922.085 | 5.014.437 | 5.026.153 | 5.046.994 | 5.144.440 | 5.255.503 |
| Romania               | 177.812   | 248.849   | 297.570   | 342.200   | 625.278   | 796.477   | 887.763   | 1.081.400 | 1.131.839 | 1.151.395 | 1.168.552 | 1.190.091 | 1.206.938 |
| Albania               | 270.383   | 316.659   | 348.813   | 375.947   | 401.949   | 441.396   | 466.684   | 495.709   | 490.483   | 467.687   | 448.407   | 440.465   | 441.027   |
| Marocco               | 253.362   | 294.945   | 319.537   | 343.228   | 365.908   | 403.592   | 431.529   | 454.773   | 449.058   | 437.485   | 420.650   | 416.531   | 422.980   |
| Cina                  | 86.738    | 111.712   | 127.822   | 144.885   | 156.519   | 170.265   | 188.352   | 256.846   | 265.820   | 271.330   | 281.972   | 290.681   | 299.823   |
| Ucraina               | 57.971    | 93.441    | 107.118   | 120.070   | 132.718   | 153.998   | 174.129   | 219.050   | 226.060   | 230.728   | 234.354   | 237.047   | 239.424   |
| Filippine             | 72.372    | 82.625    | 89.668    | 101.337   | 105.675   | 113.686   | 123.584   | 162.655   | 168.238   | 165.900   | 166.459   | 167.859   | 168.292   |
| India                 | 44.791    | 54.288    | 61.847    | 69.504    | 77.432    | 91.855    | 105.863   | 142.453   | 147.815   | 150.456   | 151.430   | 151.791   | 157.965   |
| Bangladesh            | 27.356    | 35.785    | 41.631    | 49.575    | 55.242    | 65.529    | 73.965    | 111.223   | 115.301   | 118.790   | 122.428   | 131.967   | 139.953   |
| Moldavia              | 24.645    | 37.971    | 47.632    | 55.803    | 68.591    | 89.424    | 105.600   | 149.434   | 147.388   | 142.266   | 135.661   | 131.814   | 128.979   |
| Egitto                | 40.583    | 52.865    | 58.879    | 65.667    | 69.572    | 74.599    | 82.064    | 96.008    | 103.713   | 109.871   | 112.765   | 119.513   | 126.733   |
| Pakistan              | 27.798    | 35.509    | 41.797    | 46.085    | 49.344    | 55.371    | 64.859    | 90.615    | 96.207    | 101.784   | 108.204   | 114.198   | 122.308   |
| Nigeria               | 26.383    | 31.647    | 34.310    | 37.733    | 40.641    | 44.544    | 48.674    | 66.833    | 71.158    | 77.264    | 88.527    | 106.069   | 117.358   |
| Sri Lanka             | 39.231    | 45.572    | 50.528    | 56.745    | 61.064    | 68.738    | 75.343    | 95.007    | 100.558   | 102.316   | 104.908   | 107.967   | 111.056   |
| Senegal               | 46.478    | 53.941    | 57.101    | 59.857    | 62.620    | 67.510    | 72.618    | 90.863    | 94.030    | 98.176    | 101.207   | 105.937   | 110.292   |
| Perù                  | 43.009    | 53.378    | 59.269    | 66.506    | 70.755    | 77.629    | 87.747    | 109.851   | 109.668   | 103.714   | 99.110    | 97.379    | 97.128    |
| Tunisia               | 68.630    | 78.230    | 83.564    | 88.932    | 93.601    | 100.112   | 103.678   | 97.317    | 96.012    | 95.645    | 94.064    | 93.795    | 95.071    |
| Polonia               | 40.314    | 50.794    | 60.823    | 72.457    | 90.218    | 99.389    | 105.608   | 97.566    | 98.694    | 97.986    | 97.062    | 95.727    | 94.200    |
| Ecuador               | 33.506    | 53.220    | 61.953    | 68.880    | 73.235    | 80.070    | 85.940    | 91.861    | 91.259    | 87.427    | 83.118    | 80.377    | 79.249    |
| Macedonia del Nord    | 51.208    | 58.460    | 63.245    | 74.162    | 78.090    | 89.066    | 92.847    | 78.424    | 77.703    | 73.512    | 67.969    | 65.347    | 63.561    |
| Bulgaria              | 11.467    | 15.374    | 17.746    | 19.924    | 33.477    | 40.880    | 46.026    | 54.932    | 56.576    | 58.001    | 58.620    | 59.254    | 60.129    |
| Ghana                 | 29.252    | 32.754    | 34.499    | 36.540    | 38.400    | 42.327    | 44.353    | 51.602    | 50.414    | 48.637    | 48.138    | 49.940    | 51.382    |
| Brasile               | 22.533    | 25.823    | 30.375    | 34.342    | 37.848    | 41.476    | 44.067    | 43.202    | 42.587    | 43.783    | 45.410    | 48.022    | 50.690    |
| Kosovo                | --        | --        | --        | --        | --        | 7.625     | 16.234    | 46.248    | 45.836    | 43.091    | 41.344    | 40.371    | 40.508    |
| Russia                | 14.311    | 17.188    | 18.689    | 20.459    | 21.523    | 23.201    | 25.786    | 34.483    | 35.211    | 35.791    | 36.361    | 37.384    | 38.448    |
| Serbia                | 51.708    | 58.174    | 64.070    | 64.411    | 68.542    | 57.826    | 53.875    | 46.958    | 43.811    | 42.264    | 39.935    | 39.690    | 38.443    |
| Germania              | 34.664    | 35.559    | 36.834    | 38.135    | 40.163    | 41.476    | 42.302    | 38.136    | 36.749    | 36.661    | 36.660    | 36.806    | 37.144    |
| Costa d'Avorio        | 11.435    | 13.228    | 14.378    | 15.637    | 17.132    | 19.408    | 21.222    | 25.953    | 25.362    | 25.056    | 26.156    | 30.271    | 32.065    |
| Francia               | 26.428    | 26.951    | 28.021    | 29.205    | 30.803    | 32.079    | 32.956    | 29.078    | 27.696    | 28.634    | 25.791    | 29.991    | 30.549    |
| Repubblica Dominicana | 13.904    | 15.286    | 16.725    | 17.892    | 18.591    | 20.583    | 22.920    | 28.623    | 28.804    | 28.202    | 28.002    | 28.451    | 29.584    |
| Regno Unito           | 20.972    | 22.318    | 23.324    | 24.673    | 26.448    | 28.174    | 29.184    | 26.377    | 25.864    | 26.634    | 27.208    | 28.168    | 29.177    |
| Spagna                | 14.019    | 14.837    | 15.503    | 16.292    | 17.354    | 18.258    | 19.094    | 20.682    | 21.286    | 22.593    | 23.828    | 24.870    | 26.136    |
| Bosnia ed Erzegovina  | 20.152    | 22.436    | 24.142    | 26.298    | 27.356    | 30.124    | 31.341    | 29.831    | 29.442    | 27.199    | 25.791    | 25.034    | 24.399    |
| Gambia                | 0.628     | 0.650     | 0.676     | 0.748     | 0.825     | 0.912     | 1.033     | 1.630     | 3.303     | 8.016     | 13.780    | 19.567    | 22.840    |
| Cuba                  | 10.149    | 11.363    | 12.927    | 14.073    | 14.581    | 15.883    | 16.878    | 19.316    | 19.999    | 20.662    | 20.986    | 21.418    | 22.227    |
| Mali                  | 0.642     | 0.702     | 0.735     | 0.832     | 0.992     | 1.090     | 1.263     | 4.470     | 6.245     | 10.369    | 14.768    | 19.139    | 21.226    |
| Turchia               | 9.130     | 11.077    | 12.359    | 13.532    | 14.562    | 16.225    | 17.651    | 19.951    | 19.782    | 19.388    | 19.217    | 19.509    | 19.726    |
| Algeria               | 15.493    | 18.736    | 20.202    | 21.519    | 22.672    | 24.387    | 25.449    | 23.095    | 22.679    | 21.765    | 20.437    | 19.823    | 19.661    |
| Colombia              | 13.989    | 15.843    | 16.810    | 17.640    | 17.890    | 18.615    | 19.573    | 19.661    | 19.618    | 18.777    | 17.968    | 17.956    | 18.375    |
| Croazia               | 19.890    | 20.712    | 21.232    | 21.360    | 21.308    | 21.511    | 21.261    | 17.999    | 18.259    | 18.052    | 17.696    | 17.573    | 17.472    |
| El Salvador           | 4.240     | 5.085     | 5.509     | 5.895     | 6.144     | 6.552     | 7.213     | 11.809    | 12.981    | 13.007    | 13.492    | 14.626    | 16.082    |
| Georgia               | 0.447     | 0.569     | 0.675     | 0.811     | 1.012     | 1.482     | 2.734     | 12.124    | 13.742    | 14.045    | 14.603    | 15.203    | 15.778    |
| Camerun               | 3.862     | 4.672     | 5.529     | 6.249     | 6.940     | 7.994     | 9.175     | 11.880    | 12.414    | 12.738    | 13.307    | 14.529    | 15.704    |
| Stati Uniti d'America | 14.132    | 14.155    | 14.433    | 14.904    | 15.036    | 15.324    | 15.708    | 14.963    | 14.303    | 14.512    | 14.649    | 15.004    | 15.647    |
| Burkina Faso          | 5.545     | 7.012     | 7.949     | 8.543     | 8.960     | 10.493    | 11.784    | 15.301    | 14.939    | 14.657    | 14.306    | 14.435    | 14.582    |
| Bolivia               | 2.508     | 3.637     | 4.127     | 4.800     | 6.043     | 6.796     | 8.855     | 13.919    | 14.568    | 14.243    | 14.076    | 13.955    | 13.980    |

## Confronto con l'Europa

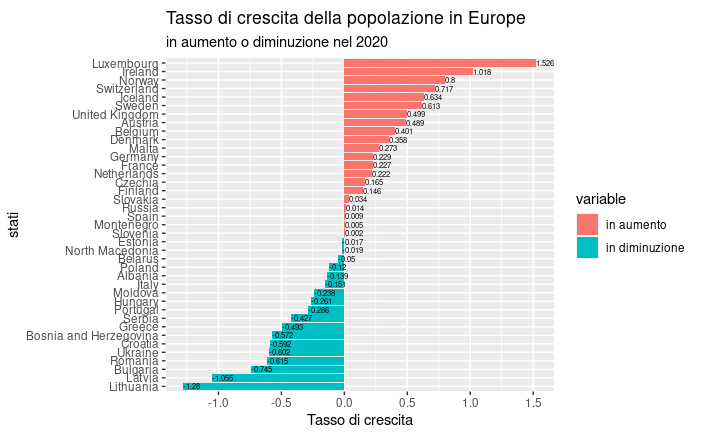

Secondo Eurostat, il tasso di fertilità medio dell'Unione Europea era di 1,5 figli per donna nel 2020 (molto lontano, quindi, dalla soglia di rimpiazzo di 2,1). I paesi con i tassi più alti erano la Francia (1,83), la Romania (1,80) e la Repubblica Ceca (1,71). Quelli con i tassi più bassi Malta (1,13), la Spagna (1,19) e l'Italia (1,24).